# Deutsche Kolonien

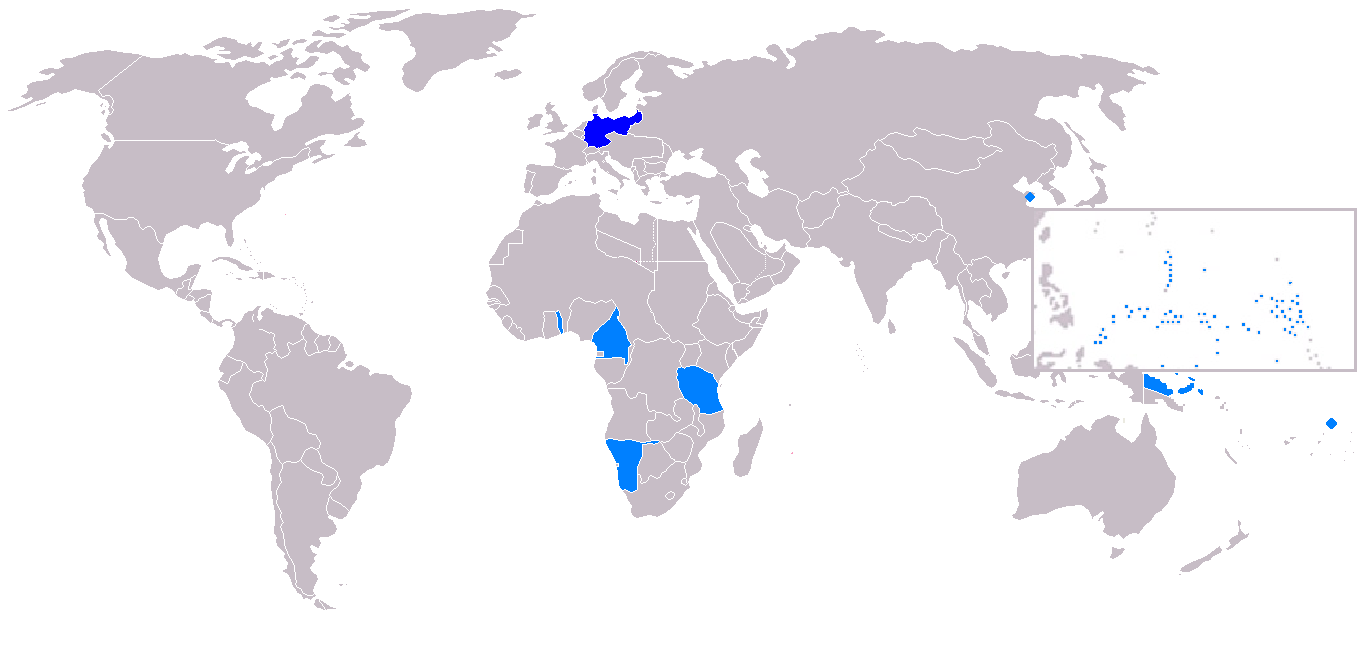
Deutschland und sein Kolonialreich 1914:
Deutsches Reich
Deutsche Kolonien

Die deutschen Kolonien (offiziell Schutzgebiete genannt) wurden vom Deutschen Reich ab den 1880er Jahren angeeignet und nach dem Ersten Weltkrieg gemäß dem Versailler Vertrag von 1919 abgetreten. Die deutschen Kolonien waren 1914 das an Fläche drittgrößte Kolonialreich nach dem britischen und französischen. Gemessen an der Bevölkerungszahl lag es an vierter Stelle nach den niederländischen Kolonien. Die deutschen Kolonien waren kein Bestandteil des Reichsgebiets, sondern überseeischer Besitz des Reiches.
In den deutschen Kolonien kam es zu mehreren Aufständen, die blutig niedergeschlagen wurden. In Deutsch-Südwestafrika begingen die deutschen Kolonialherren den Völkermord an den Herero und Nama, den ersten in der Geschichtsschreibung anerkannten Völkermord des 20. Jahrhunderts (siehe Kolonialkrieg). Bei der Niederschlagung des Maji-Maji-Aufstands von 1905 bis 1907 im damaligen Deutsch-Ostafrika kamen etwa 75.000 bis 300.000 Menschen durch eine Politik der verbrannten Erde ums Leben.
Das deutsche Kolonialreich umfasste ganz oder teilweise das Territorium der heutigen Staaten Namibia, Kamerun, Togo, Tansania, Ruanda, Burundi und Papua-Neuguinea, sowie kleinere Teile der heutigen Staaten Volksrepublik China, Mosambik, Gabun, Republik Kongo, Zentralafrikanische Republik, Tschad, Nigeria und Ghana, zudem mehrere Inseln im Westpazifik und Mikronesien.
Ausgewanderte Deutsche gründeten in Übersee Siedlungen, die bisweilen als „deutsche Kolonien“ bezeichnet werden, aber keine Souveränitätsrechte des Herkunftslandes ausübten.

## Geschichte des deutschen Kolonialismus

### Aufkommende Kolonialbewegung im Deutschen Bund und Deutschen Zollverein
In den Staaten des 1815 gegründeten Deutschen Bundes und des 1834 gegründeten Deutschen Zollvereins wurde insbesondere ab den 1840er Jahren von privater und wirtschaftlicher Seite der Ruf nach deutschen Kolonien laut. Doch von staatlicher Seite gab es keine solchen Bestrebungen. Von privater Seite wurde 1839 die Hamburger Kolonialgesellschaft gegründet, die die Chathaminseln östlich von Neuseeland käuflich erwerben wollte, um dort deutsche Auswanderer anzusiedeln, aber Großbritannien machte ältere Ansprüche auf die Inseln geltend. Hamburg brauchte den Schutz der Royal Navy für seine weltweite Schifffahrt und verzichtete deshalb auf politische Unterstützung der Kolonialgesellschaft.
Einigermaßen erfolgreich war der 1842 gegründete Verein zum Schutze deutscher Einwanderer in Texas, der die deutschen Siedlungen in Texas zu einer Kolonie „Neu Deutschland“ ausweiten wollte, aber die Annexion der Republik Texas durch die Vereinigten Staaten von Amerika 1845 machte dieses Ansinnen zunichte.
Von 1848 bis 1884 wuchs die Bewegung des privatwirtschaftlichen Kolonialismus, in welchem Unternehmer und politisch engagierte Privatpersonen eine zentrale Rolle spielten. Ein Beispiel für einen „Kolonialismus von unten“, der auf Initiativen der Privatwirtschaft bzw. Zivilgesellschaft zurückging, war der Colonisations-Verein von 1849 in Hamburg.

### Erste Versuche kolonialer Erwerbungen auf staatlicher Ebene (1857–1862)
1857 lief die österreichische Fregatte Novara von Triest zu einer Expedition aus, die auch die Erforschung und Inbesitznahme der Nikobaren im Indischen Ozean beinhaltete. 1858 lief die Novara die Nikobaren an, aber zu einer Übernahme in österreichischen Besitz kam es nicht.

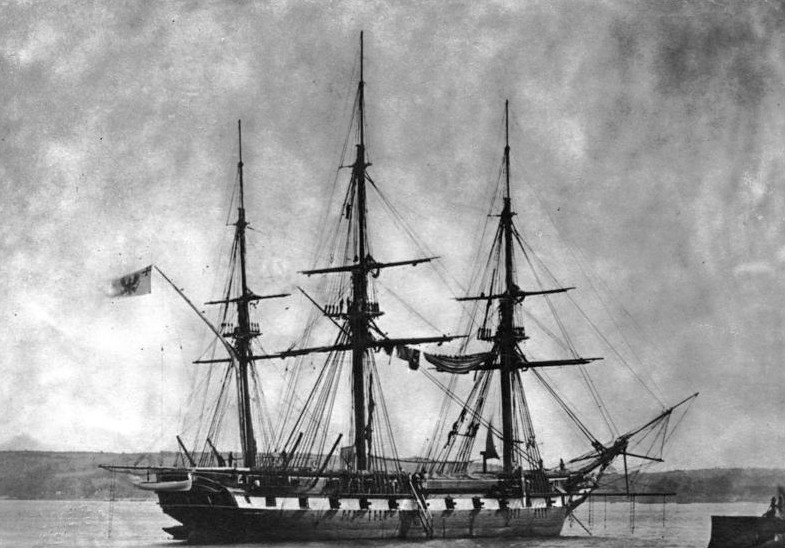
Die Thetis, eines der Schiffe des Ostasiengeschwaders

Zum nächsten Versuch der Erwerbung einer Kolonie von staatlicher Seite kam es ab 1859, als Preußen sich die chinesische Insel Formosa aneignen wollte. Preußen hatte sich bereits beim französischen Kaiser Napoleon III. seiner Zustimmung für das Unternehmen versichert, da das französische Kaiserreich zugleich in Ostasien Kolonien erwerben wollte. Da Frankreich an Vietnam interessiert war, nicht aber an Formosa, konnte Preußen an die Inbesitznahme der Insel gehen. Ein preußisches Geschwader, das Ende 1859 Deutschland verließ und damit beauftragt wurde, für Preußen und alle weiteren Staaten des Deutschen Zollvereins Handelsverträge in Asien abzuschließen, sollte auch Formosa besetzen. Aufgrund zu schwacher Kräfte des Geschwaders und um einen Handelsvertrag mit China nicht zu gefährden, wurde der Auftrag jedoch nicht ausgeführt. Mit Kabinettsorder vom 6. Januar 1862 wurde der das Geschwader begleitende Botschafter Graf Eulenburg „von der Ausführung der ihm erteilten Aufträge wegen Ermittlung eines zu einer preußischen Ansiedlung geeigneten überseeischen Territoriums entbunden“.
Trotzdem sollte ein Schiff des Geschwaders, die Thetis, noch Patagonien in Südamerika anlaufen für eine Erkundung als Kolonie, wobei die preußische Marineführung hauptsächlich an die Schaffung eines Marinestützpunktes an der südamerikanischen Küste dachte. Die Thetis hatte bereits Buenos Aires erreicht, als der Kommandant des Schiffes wegen der Erschöpfung der Mannschaft nach dem jahrelangen Auslandsaufenthalt und der Überholungsbedürftigkeit des Schiffes die Heimfahrt befahl.

### Bismarcks Ablehnung kolonialen Erwerbs (1862–1878)

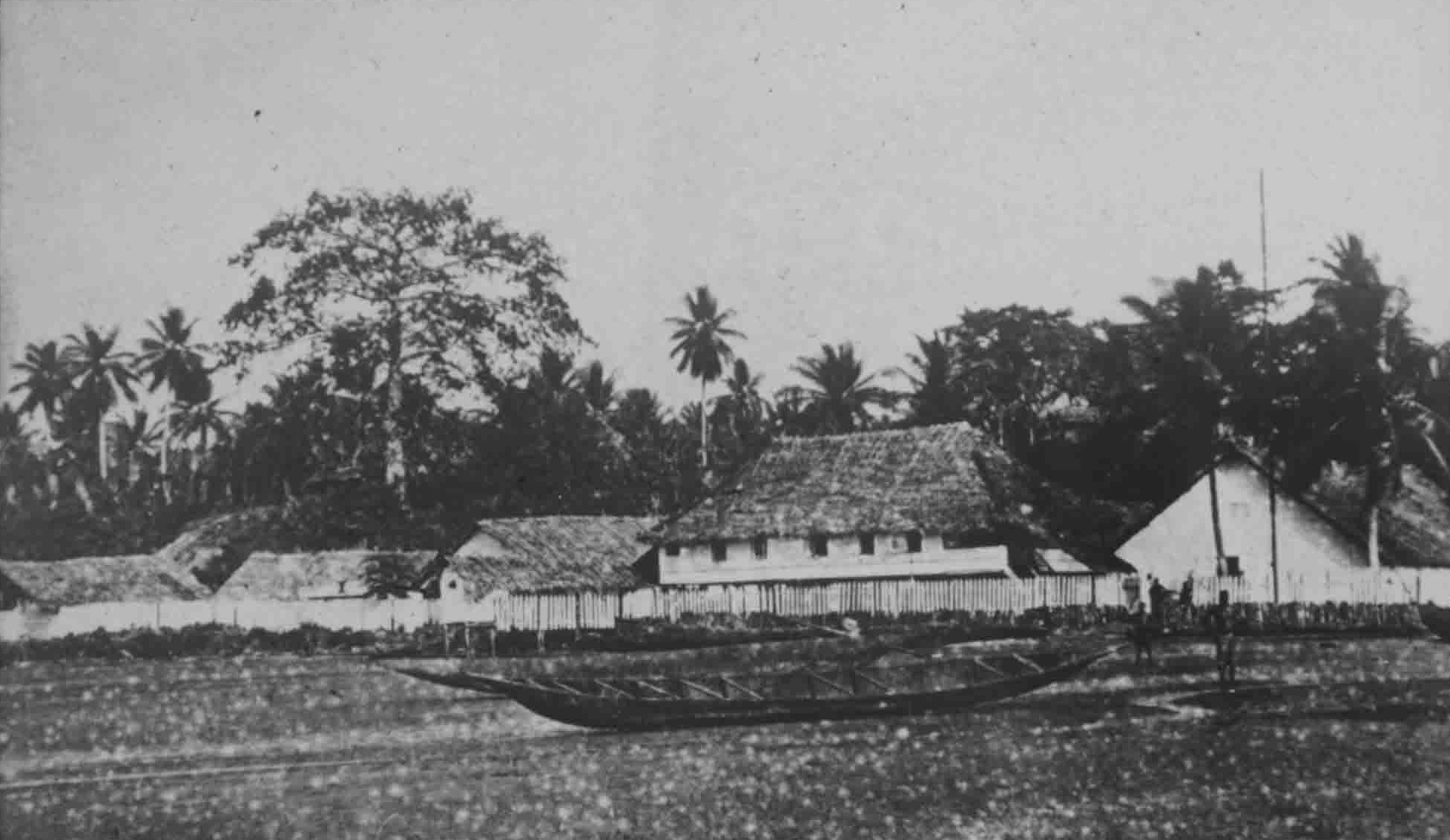
Faktorei der Firma Woermann in Kamerun. Seit den 1830er Jahren betrieben deutsche Reeder Handel mit Afrika und legten dort Faktoreien an und seit den 1850er Jahren wurde Handel und Plantagenwirtschaft in der Südsee von deutschen Unternehmen betrieben. Einige dieser Wirtschaftsunternehmungen in Übersee wurden schließlich Ansatzpunkte für die Übernahme als deutsche Kolonie.

Nach dem Deutsch-Dänischen Krieg 1864 strebten kolonialwillige Kreise in Preußen an, die zuvor dänischen Nikobaren in Besitz zu nehmen. Dänemark seinerseits bot 1865 vergeblich Dänisch-Westindien an, um den vollständigen Verlust Schleswigs zu verhindern. 1866 und noch einmal 1876 machte der Sultan der Sulu-Inseln, die zwischen Borneo und den Philippinen liegen, ein Angebot, seine Inseln unter den Schutz Preußens – beziehungsweise des Reiches – zu stellen, was aber beide Male abgelehnt wurde. Der Sultan von Witu bat den Reisenden Richard Brenner 1867, ein preußisches Protektorat über sein Land zu erwirken, das in Berlin aber nicht einmal erwogen wurde.
In der 1867 in Kraft getretenen Verfassung des Norddeutschen Bundes wurde in Artikel 4 Nr. 1 auch „die Kolonisation“ als eine der Angelegenheiten unter der „Beaufsichtigung Seitens des Bundes“ gestellt, diese verfassungsrechtliche Bestimmung wurde unverändert in die Verfassung des Deutschen Reichs von 1871 übernommen.
Auf Otto von Bismarcks Wunsch fuhr das Kriegsschiff Augusta 1867/68 in die Karibik, um für den Norddeutschen Bund Flagge zu zeigen. Auf das persönliche Drängen des Oberbefehlshabers der Marine des Norddeutschen Bundes, Adalbert von Preußen, hin, und ohne die Zustimmung Bismarcks, handelte der Kommandant der Augusta, Franz Kinderling, mit dem Präsidenten von Costa Rica eine Marinebasis in Puerto Limón aus. Bismarck lehnte das Angebot ab, mit Rücksicht auf die Monroe-Doktrin der USA. Sein Wunsch, nicht die Vereinigten Staaten herauszufordern, ließ ihn auch ein Angebot der Niederlande, eine Marinebasis auf der niederländischen Insel Curaçao vor der venezolanischen Küste einzurichten, zurückweisen.
1868 hatte Bismarck in einem Brief an den preußischen Kriegs- und Marineminister Albrecht von Roon seine Ablehnung jeglichen Kolonialerwerbs deutlich gemacht:

„Einerseits beruhen die Vorteile, welche man sich von Kolonien für den Handel und die Industrie des Mutterlandes verspricht, zum größten Teil auf Illusionen. Denn die Kosten, welche die Gründung, Unterstützung und namentlich die Behauptung der Kolonien veranlaßt, übersteigen sehr oft den Nutzen, den das Mutterland daraus zieht, ganz abgesehen davon, daß es schwer zu rechtfertigen ist, die ganze Nation zum Vorteil einzelner Handels- und Gewerbezweige zu erheblichen Steuerlasten heranzuziehen. – Andererseits ist unsere Marine noch nicht weit genug entwickelt, um die Aufgabe nachdrücklichen Schutzes in fernen Staaten übernehmen zu können.“

Die Politik des Norddeutschen Bundes setzte zu dieser Zeit nicht auf den Erwerb von Kolonien, sondern von einzelnen Marinestützpunkten. Von ihnen aus sollte mit einer Kanonenbootpolitik im Sinne eines informellen Imperialismus der Welthandel der Bundesstaaten geschützt werden. 1867 wurde beschlossen, fünf Auslandsstationen einzurichten. So wurde 1868 beim japanischen Yokohama Land für ein deutsches Marine-Krankenhaus gekauft, das bis 1911 bestand. Bis das 1897 vom Reich erworbene Tsingtau in China als Kriegshafen zur Verfügung stand, blieb Yokohama Stützpunkt für die deutsche Flotte in Ostasien. 1869 wurde als erste Auslandsstation die Ostasiatische Station von der Marine als ein ständig mit deutschen Kriegsschiffen besetztes Seegebiet eingerichtet, was sich später beim Erwerb der Kolonien im Pazifik und von Kiautschou als nützlich erwies.
1869 bat die seit Jahrzehnten in Südwestafrika ansässige Rheinische Missionsgesellschaft den König von Preußen um Schutz und schlug vor, in der Walfischbucht eine Marinestation einzurichten. Der preußische König war an dem Vorschlag sehr interessiert, im Zuge des Deutsch-Französischen Krieges verschwand die Angelegenheit jedoch von der Tagesordnung.
Der französische Kompensationsvorschlag, nach dem Deutsch-Französischen Krieg anstatt Elsaß-Lothringen die französische Kolonie Cochinchina zu übernehmen, wurde von Bismarck und der Mehrheit der Abgeordneten des Reichstags des Norddeutschen Bundes 1870 abgelehnt. Nach der Reichsgründung von 1871 behielt er diese Meinung bei. Im Laufe der 1870er Jahre gewann die Kolonialpropaganda in Deutschland allerdings zunehmend an Öffentlichkeitswirksamkeit. 1873 wurde die Afrikanische Gesellschaft in Deutschland gegründet, die ihre Hauptaufgabe in der geographischen Erkundung Afrikas sah. 1878 erfolgte die Gründung des Centralvereins für Handelsgeographie und Förderung deutscher Interessen im Auslande, der Kolonien für Deutschland erwerben wollte, und 1881 wurde der Westdeutsche Verein für Colonisation und Export gegründet, in dessen Satzung der „Erwerb von Ackerbau- und Handelskolonien für das deutsche Reich“ stand. 1882 wurde der Deutsche Kolonialverein gegründet, der sich als Interessenverein für die Kolonialpropaganda sah. 1884 entstand die konkurrierende Gesellschaft für Deutsche Kolonisation, die sich die praktische Kolonisation zum Ziel setzte. Beide Vereine fusionierten 1887 zur Deutschen Kolonialgesellschaft. Für den Erwerb von Kolonien wurden in der Hauptsache vier Argumente angeführt:
- Kolonien würden nach ihrer Erschließung Absatzmärkte für deutsche Industriewaren bieten und so einen Ersatz für die nach dem Gründerkrach 1873 schwächelnde Nachfrage in Deutschland selbst bieten.
- Kolonien würden ein Auffangbecken für die deutsche Auswanderung bieten, die dadurch der Nation nicht verloren gehen würde. Da die Auswanderung bis dahin vor allem englischsprachige Länder zum Ziel hatte, befürchtete der Kolonialagitator Wilhelm Hübbe-Schleiden, wenn man sie laufen lasse, würde das Deutschtum gegenüber den Angelsachsen demographisch hoffnungslos in Rückstand geraten.
- Deutschland habe, wie der Theologe Friedrich Fabri formulierte, eine „Cultur-Mission“: Es habe nachgerade den Auftrag, seine angeblich überlegene Kultur weltweit zu verbreiten.
- der Erwerb von Kolonien biete eine Möglichkeit zur Lösung der sozialen Frage: Die Arbeiter würden sich auf eine faszinierende nationale Aufgabe verpflichten lassen und sich von der Sozialdemokratie abwenden; dadurch und durch die Auswanderung aufrührerischer Massen in die Kolonien würde der innere Zusammenhalt der Nation gestärkt.

Bismarck blieb gegenüber diesen Argumenten verschlossen und präferierte ein informelles Handelsimperium, in dem deutsche Firmen mit außereuropäischen Gebieten erfolgreich Handel trieben und sie ökonomisch durchdrangen, ohne aber deren Territorien zu okkupieren oder eine eigene Staatlichkeit aufzubauen.

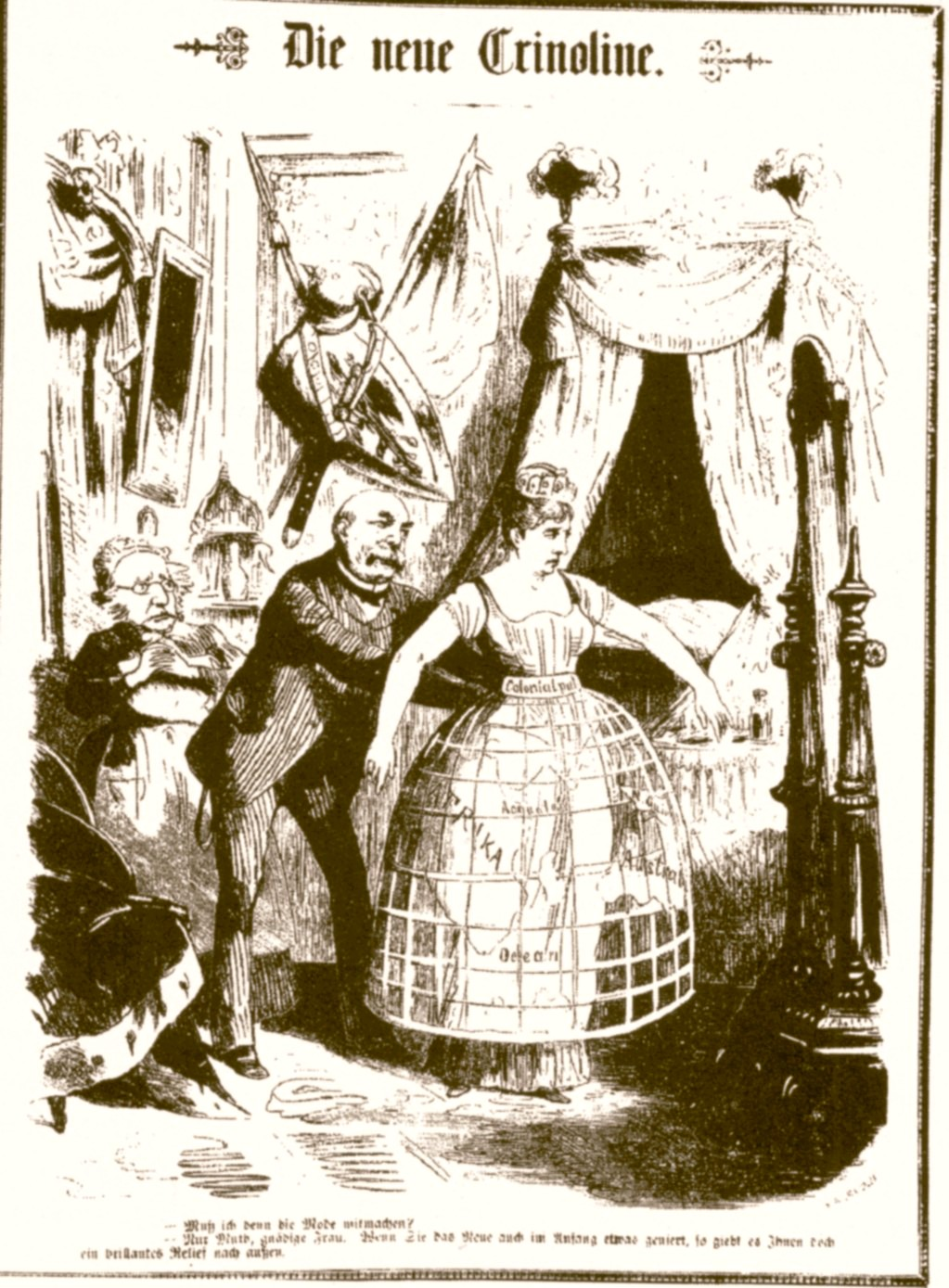
Karikatur zu Bismarcks Kolonialpolitik: Muß ich denn die Mode mitmachen? – Nur Muth, gnädige Frau. Wenn Sie das Neue auch im Anfang etwas geniert, so giebt es Ihnen doch ein brillantes Relief nach außen. Links im Hintergrund als Gouvernante karikiert der Zentrumspolitiker Ludwig Windthorst. Holzschnitt von Gustav Heil für die Satirezeitschrift „Berliner Wespen“ vom 13. März 1885

Das erste koloniale Ausgreifen nach Übersee verlief daher auch ausgesprochen zögerlich: 1876 wurde ein Freundschaftsvertrag zwischen dem Deutschen Reich und Tonga abgeschlossen, der Deutschland die Errichtung einer Kohlestation in der zu Tonga zählenden Inselgruppe Vavaʻu zusicherte. Dem Deutschen Reich wurden alle Rechte der freien Benutzung des dafür nötigen Grund und Bodens garantiert. Die Hoheitsrechte des Königs von Tonga sollten allerdings unbeschadet bleiben. Zur eigentlichen Kolonisation kam es nicht. Der Kommandant des Kriegsschiffes Ariadne, Bartholomäus von Werner besetzte am 16. Juli 1878 die Orte Falealili und Saluafata auf der Samoa-Insel Upolu „im Namen des Reiches“. Die deutsche Besetzung der Ortschaften wurde im Januar 1879 rückgängig gemacht, durch den Abschluss eines „Freundschaftsvertrages“ der örtlichen Herrscher mit Deutschland. Am 19. November 1878 schloss von Werner mit den Oberhäuptlingen von Jaluit und der Ralik-Inselgruppe, Lebon und Letahalin, einen Vertrag über Vorrechte, wie die exklusive Anlage einer deutschen Kohlestation. Offizielle deutsche Kolonie wurden die Marshallinseln erst 1885. Von Werner erwarb auch im Dezember 1878 je einen Hafen auf den Inseln Makada und Mioko in der Duke-of-York-Gruppe, die 1884 als Bestandteile des zukünftigen Schutzgebiets Deutsch-Neuguinea unter Reichsschutz gestellt wurden. Am 20. April 1879 unterzeichneten der Kommandant der Bismarck, Karl Deinhard und der kaiserliche deutsche Konsul für die Südsee-Inseln, Gustav Godeffroy Junior, mit der „Regierung“ der Insel Huahine in den Gesellschaftsinseln einen Freundschafts- und Handelsvertrag, der unter anderem der deutschen Flotte auch Ankerrecht in allen Häfen der Insel gewährte.

### Bismarcks Kolonialpolitik (1879–1890)
Der Wandel in Bismarcks Politik in Bezug auf Kolonien fällt genau in die Zeit seiner 1878 einsetzenden Schutzzollpolitik zur Sicherung der deutschen Wirtschaft gegen ausländische Konkurrenz.
Der erste Ansatzpunkt seiner im Zusammenhang mit der Schutzzollpolitik stehenden Kolonialpolitik war 1879 Samoa, wo starke deutsche Wirtschaftsinteressen bestanden. Als Reichskanzler und zugleich Staatssekretär des Äußeren (Reichsaußenminister) erkannte er im Juni 1879 den „Freundschaftsvertrag“ vom Januar 1879 mit samoanischen Häuptlingen an und unterstützte den deutschen Konsul auf Samoa, sodass im September 1879 der Konsul, zusammen mit den Konsuln von Großbritannien und der USA, die Verwaltung von Stadt und Distrikt Apia auf der samoanischen Insel Upolu übernahm. In den 1880er Jahren versuchte Bismarck mehrmals erfolglos, Samoa zu annektieren. Die westlichen samoanischen Inseln mit der Hauptstadt Apia wurden dann 1899 deutsche Kolonie.
Im April 1880 griff Bismarck erstmals innenpolitisch aktiv für eine koloniale Angelegenheit ein, als er die Samoa-Vorlage als Gesetzesvorlage in den Reichstag einbrachte, die vom Bundesrat befürwortet, aber vom Reichstag abgelehnt wurde. Dabei sollte ein in Schwierigkeiten geratenes privates deutsches Kolonialhandelsunternehmen vom Reich finanziell aufgefangen werden.
Im Mai 1880 bat Bismarck den Bankier Adolph von Hansemann um eine Ausarbeitung über deutsche koloniale Ziele im Pazifik und die Möglichkeiten für deren Durchsetzung. Hansemann sandte seine Denkschrift über die Colonial-Bestrebungen in der Südsee im September dem Reichskanzler zu. Die darin vorgeschlagenen Gebietserwerbungen wurden vier Jahre später fast übereinstimmend als Kolonien genommen oder beansprucht. Die 1884–1885 beanspruchten, aber noch nicht übernommenen Gebiete im Pazifik wurden schließlich 1899 in deutschen Kolonialbesitz überführt. Bezeichnenderweise war Hansemann auch Gründungsmitglied des 1882 geschaffenen Neuguinea-Konsortiums für den Erwerb von Kolonien auf Neuguinea und in der Südsee.
Im November 1882 nahm der Bremer Tabakhändler Adolf Lüderitz mit dem Auswärtigen Amt Verbindung auf und bat um Schutz für eine Handelsniederlassung südlich der Walfischbucht an der südwestafrikanischen Küste. Im Februar und November 1883 fragte Bismarck bei der britischen Regierung (Kabinett Gladstone II) an, ob Großbritannien den Schutz der Handelsniederlassung von Lüderitz übernehmen wolle. Beide Male lehnte die britische Regierung ab.
Seit März 1883 verhandelte der Hamburger Großkaufmann, Reeder und Vorstand der Handelskammer Hamburg, Adolph Woermann, streng vertraulich mit dem Auswärtigen Amt, dessen Chef Bismarck war, über den Erwerb einer Kolonie in Westafrika. Der Grund dafür war die Furcht vor Zöllen, die die Hamburger Händler zahlen müssten, wenn alle Gebiete Westafrikas unter britische oder französische Herrschaft kommen würden. Schließlich wurde ebenso vertraulich in einer Denkschrift der Handelskammer vom 6. Juli 1883 an Bismarck der Antrag auf Errichtung einer Kolonie in Westafrika gestellt mit der Feststellung, dass „durch solche Erwerbungen dem deutschen Handel in transatlantischen Ländern nur eine festere Position und ein sicherer Rückhalt gegeben würde; denn ohne politischen Schutz kann heute kein Handel recht gedeihen und weiterkommen“.
Nachdem im März 1883 die Sierra Leone Convention zwischen Großbritannien und Frankreich veröffentlicht wurde, in der die Interessenssphäre beider Staaten in Westafrika abgegrenzt wurden, ohne andere Handelsnationen dabei zu berücksichtigen, bat die deutsche Regierung im April 1883 die Senate der Städte Lübeck, Bremen und Hamburg um eine Stellungnahme. Die Hamburger Überseehändler verlangten in ihrer Antwort den Erwerb von Kolonien in Westafrika. Im Dezember 1883 ließ Bismarck den Hamburgern mitteilen, dass für die Sicherung des deutschen Handels ein Kaiserlicher Kommissar nach Westafrika entsandt werde, auch um Verträge mit „unabhängigen Negerstaaten“ zu schließen; das Kriegsschiff Sophie solle den militärischen Schutz dafür übernehmen. Weiterhin erbat sich Bismarck für dieses Vorhaben Vorschläge und bat Woermann persönlich um seinen Rat, welche Instruktionen man dem Kaiserlichen Kommissar mit auf den Weg geben solle. Im März 1884 wurde Gustav Nachtigal zum Reichskommissar für die westafrikanische Küste ernannt und schiffte sich auf der Möwe nach Westafrika ein.

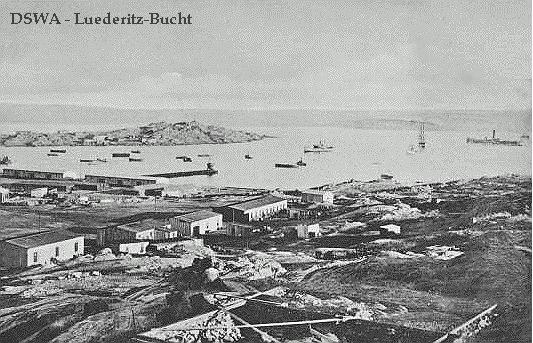
Lüderitzbucht um 1900. Erste koloniale Erwerbung des Deutschen Kaiserreiches.

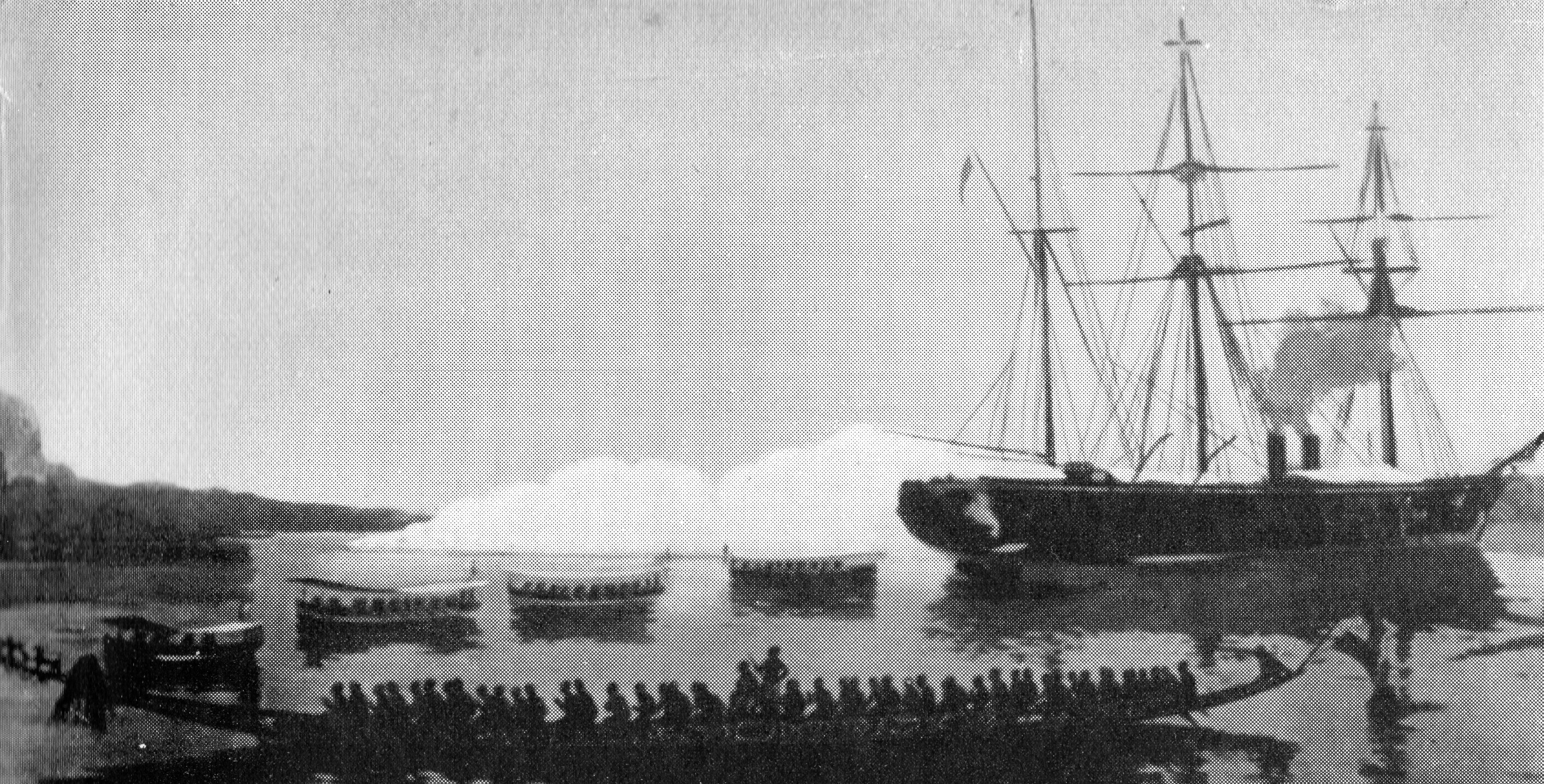
Die Olga bei der Beschießung von Hickorytown (Duala), Kamerun, Dezember 1884

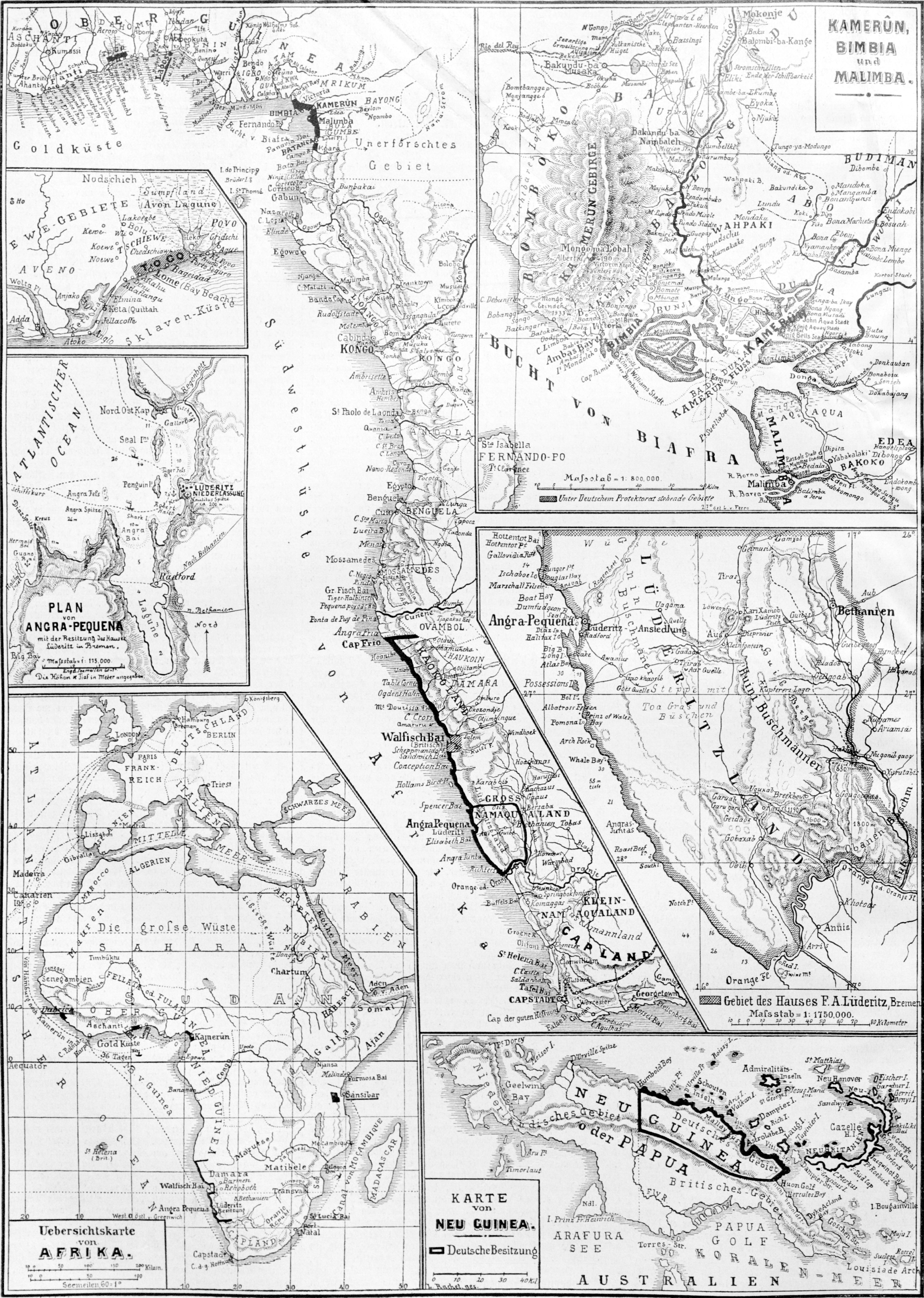
Deutsche Kolonien in Afrika und Papua-Neuguinea um 1885

Das Jahr 1884 markiert den eigentlichen Beginn der deutschen Kolonialerwerbungen, wenn auch schon seit 1876 Besitz und Rechte für das Deutsche Reich in Übersee erworben wurden. In einem Jahr wurde das flächenmäßig nach dem britischen und französischen drittgrößte Kolonialreich geschaffen. Bismarck stellte nach britischem Vorbild mehrere Besitzungen deutscher Kaufleute unter den Schutz des Deutschen Reichs. Damit nutzte er eine Phase außenpolitischer Entspannung zum Beginn des „kolonialen Experiments“, dem er selbst allerdings weiterhin skeptisch gegenüberstand.
Zunächst wurden die von dem Kaufmann Adolf Lüderitz erworbenen Besitzungen an der Bucht von Angra Pequena („Lüderitzbucht“) und das angrenzende Hinterland („Lüderitzland“) im April 1884 als Deutsch-Südwestafrika unter den Schutz des Deutschen Reichs gestellt. Im Juli folgten Togoland und die Besitzungen von Adolph Woermann in Kamerun, im November der Nordosten von Neuguinea (Kaiser-Wilhelms-Land) und die vorgelagerten Inseln (Bismarck-Archipel), im Januar 1885 Kapitaï und Koba an der westafrikanischen Küste, im Februar das von Carl Peters und dessen Gesellschaft für deutsche Kolonisation erworbene ostafrikanische Gebiet und im April 1885 erwarben die Brüder Denhardt Wituland im heutigen Kenia. Damit war die erste Phase deutscher Kolonialerwerbungen weitgehend abgeschlossen.
Flaggenhissungen vom August bis zum Oktober 1885 auf von Spanien beanspruchten Inseln im Pazifik führten zum Karolinenstreit und mussten zurückgenommen werden.
Im Oktober 1885 wurden noch die Marshallinseln übernommen und schließlich im Oktober 1886 mehrere Salomon-Inseln. 1888 beendete das Reich auf der mittelpazifischen Insel Nauru den Stammeskrieg und annektierte sie.
Die Motive für Bismarcks plötzliche Kolonialerwerbungen im großen Maßstab sind in der historischen Forschung umstritten. Bei den Erklärungen dominieren zwei Strömungen, die entweder von einem „Primat der Innenpolitik“ oder einem „Primat der Außenpolitik“ ausgehen. Als ein innenpolitischer Grund wird der öffentliche Druck durch das entstandene „Kolonialfieber“ in der deutschen Bevölkerung angeführt. Die Kolonialbewegung war zwar organisatorisch nicht sehr stark; es gelang ihr aber, ihre Propaganda in die gesellschaftlichen Debatten einzubringen. Einer an Bismarck gesandten Denkschrift der Handelskammer Hamburg vom 6. Juli 1883, vom Reeder Adolph Woermann in die Wege geleitet, wird in der Forschung dabei besondere Bedeutung zuerkannt. Auch die bevorstehende Reichstagswahl 1884 und Bismarcks Intention, sowohl seine eigene Position zu stärken als auch die kolonialfreundliche Nationalliberale Partei an sich zu binden, werden als innenpolitische Motive gesehen. Hans-Ulrich Wehler vertritt die These des Sozialimperialismus, wonach die koloniale Expansion dem Zweck diente, die durch die wirtschaftliche Krisensituation entstandenen sozialen Spannungen nach außen „abzuleiten“ und so der charismatischen Herrschaft Bismarcks eine innenpolitische Legitimation zu verschaffen. Die sog. „Kronprinzenthese“ geht hingegen davon aus, Bismarck habe versucht, vor dem zu erwartenden deutschen Thronwechsel die Beziehungen zu England bewusst zu schwächen und so die Politik des als anglophil geltenden Thronfolgers im Voraus zu beeinflussen. Zudem nimmt diese These Bezug auf den bei Bismarck verhassten britischen Premier William Ewart Gladstone, der kolonialpolitisch geschwächt werden sollte. Als Mitte 1885 klar war, dass Friedrich III. und seine Frau Victoria zu Bismarck hielten und Gladstones Regierung gestürzt war, habe Bismarcks Interesse an Kolonialpolitik ebenso schnell nachgelassen wie es gekommen sei.
Im außenpolitischen Bereich wird der Entschluss zur Expansion als eine Verlängerung des Konzepts des europäischen Gleichgewichts in globaler Perspektive gesehen: Durch das „Mitziehen“ im Wettlauf um Afrika habe demnach das Deutsche Reich auch weiterhin seine Stellung unter den Großmächten verteidigen wollen. Ebenso wird eine Annäherung an Frankreich durch eine „koloniale Entente“ als ein Motiv gesehen. Sie habe Frankreich von Revanche-Gedanken in Bezug auf das 1871 annektierte Elsaß-Lothringen ablenken sollen.
Zusammenfassend wird heute nicht mehr geglaubt, dass die Entscheidung zum Erwerb außereuropäischer Gebiete einen radikalen Richtungswechsel der Politik Bismarcks darstellte. An Bismarcks liberal-imperialistischen Idealvorstellung einer überseeischen Politik durch privatwirtschaftliche Initiativen, die er von Beginn an verfolgt habe, änderte sich auch durch die Schutzerklärungen nicht viel.
Bismarck scheute die Belastungen, die eine direkte Kolonialherrschaft für den deutschen Fiskus bedeuten würde, und übertrug deshalb durch staatliche Schutzbriefe privaten Organisationen den Handel und die Verwaltung der Kolonien. Das Deutsche Reich übernahm lediglich außenpolitisch den Schutz dieser Gebiete, die daher Deutsche Schutzgebiete genannt wurden. Ihre Verwaltung übten im Auftrag des Reiches zunächst die Deutsch-Ostafrikanische Gesellschaft (1885–1890), die Deutsche Witu-Gesellschaft (1887–1890), die Neuguinea-Kompagnie (1885–1899) und die auf den Marshallinseln tätige Jaluit-Gesellschaft (1888–1906) aus. Auch die deutschen Kolonien in Südwest- und Westafrika sollten auf Bestreben Bismarcks in dieser Weise verwaltet werden, doch weder die Deutsche Kolonialgesellschaft für Südwestafrika noch das Syndikat für Westafrika waren hierzu gewillt oder in der Lage.

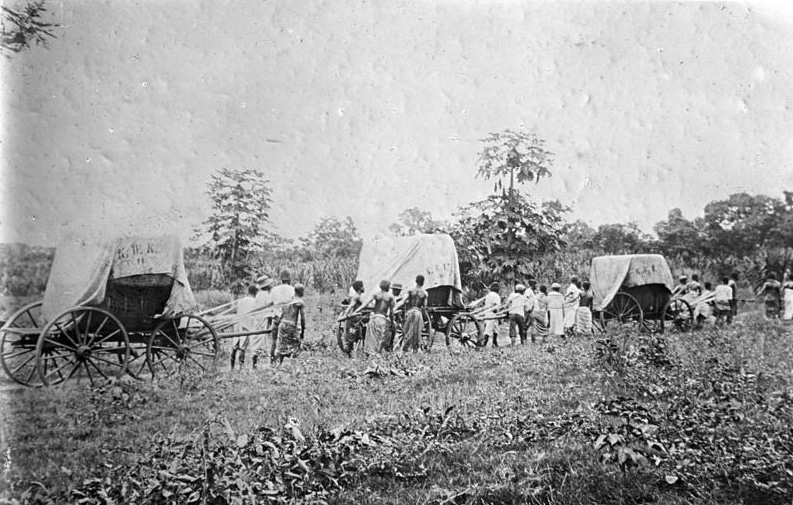
Baumwolltransport in Togo um 1900. Kaffee, Kakao, Baumwolle und Erzeugnisse aus der Kokospalme waren in Togo, wie auch den anderen tropischen Kolonien Deutschlands, weitgehend die einzigen Handelsgüter für den deutschen und internationalen Markt.

Diese Gebiete waren nach militärischen Machtdemonstrationen durch extrem ungleiche Verträge in den Besitz der Deutschen gelangt: Gegen ein vages Schutzversprechen und eine nach deutschen Verhältnissen lächerlich geringe Kaufsumme übergaben die indigenen Herrscher große Gebiete, auf die sie nach afrikanischem Rechtsverständnis oft keinen Anspruch hatten; häufig blieben ihnen auch die Details des Vertrags mangels Sprachkenntnissen dunkel. Sie spielten aber mit, weil die langen Verhandlungen mit den Kolonisatoren und der rituell vollzogene Vertragsabschluss ihre Autorität enorm erhöhten. Diese Verträge wurden nun vom Deutschen Reich bestätigt; den Organisationen wurden umfassende Hoheitsrechte ohne Gewaltenteilung zugesprochen. Das Reich behielt sich allein im Schutzgebietsgesetz von 1886 die Oberhoheit und gewisse Eingriffsrechte vor, ohne dass dies spezifiziert oder konkretisiert worden wäre. Damit war das staatliche Engagement finanziell und organisatorisch auf ein Mindestmaß reduziert.
Diese Strategie scheiterte allerdings innerhalb weniger Jahre: Aufgrund der schlechten finanziellen Situation in fast allen „Schutzgebieten“ sowie der teilweise prekären Sicherheitslage – in Südwestafrika und in Ostafrika drohten 1888 Aufstände der indigenen Bevölkerung, in Kamerun und Togo bestand die Gefahr von Grenzstreitigkeiten mit den benachbarten britischen Kolonien, überall hatten sich die Gesellschaften als mit dem Aufbau einer effizienten Verwaltung überfordert erwiesen – waren Bismarck und seine Nachfolger gezwungen, alle Kolonien direkt und formell der staatlichen Verwaltung des Deutschen Reiches zu unterstellen.
Nach 1885 wandte sich Bismarck wieder gegen weiteren Kolonialerwerb und setzte seine politischen Prioritäten bei der Beziehungspflege mit den Großmächten England und Frankreich fort. Als ihn 1888 der Journalist Eugen Wolf drängte, Deutschland müsse weitere Kolonien erwerben, um im sozialdarwinistisch verstandenen Wettbewerb mit den anderen Großmächten nicht ins Hintertreffen zu geraten, erwiderte Bismarck 1888, dass Priorität für ihn weiterhin die Sicherung der vor kurzem errungenen nationalen Einheit war, die er durch Deutschlands Mittellage gefährdet sah:

„Ihre Karte von Afrika ist ja sehr schön, aber meine Karte von Afrika liegt in Europa. Hier liegt Rußland, und hier […] liegt Frankreich, und wir sind in der Mitte, das ist meine Karte von Afrika.“

1889 erwog Bismarck einen Rückzug Deutschlands aus der Kolonialpolitik: Die Aktivitäten in Ostafrika und die Bestrebungen zu Samoa wollte er nach Aussage von Zeitzeugen ganz beenden. Weiter wurde berichtet, Bismarck mochte nichts mehr mit der Verwaltung der Kolonien zu tun haben und wollte sie der Admiralität übergeben. Dem italienischen Ministerpräsidenten, Francesco Crispi, bot Bismarck im Mai 1889 die deutschen Besitzungen in Afrika zum Kauf an – was dieser mit einem Gegenangebot bezüglich der italienischen Kolonien beantwortete.
Die Kolonien dienten Bismarck in diesem Zusammenhang aber auch als Verhandlungsmasse. So wurde bei der Kongokonferenz 1884/85 in Berlin Afrika unter den Großmächten aufgeteilt. 1884 wurde im Namen von Lüderitz mit dem Zulu-König Dinuzulu ein Vertrag geschlossen, der Deutschland einen lokalen Gebietsanspruch an der Santa-Lucia-Bucht im Zululand sichern sollte. Im Zuge eines Ausgleichs mit Großbritannien wurde das Ansinnen aber im Mai 1885 fallengelassen und auch Pondoland in Südafrika zugunsten Englands nicht als deutsche Kolonie anerkannt. 1885 gab Deutschland auch Ansprüche auf die westafrikanischen Territorien Kapitaï und Koba zugunsten Frankreichs auf. Gleiches galt für das Mahinland in Bezug auf Großbritannien. 1886 einigten sich Deutschland und Großbritannien auch auf die Abgrenzung ihrer Interessenssphären in Ostafrika.
Nach Bismarcks Rücktritt im März 1890 verzichtete das Deutsche Reich im Helgoland-Sansibar-Vertrag vom 1. Juli 1890, den er noch maßgeblich vorbereitet hatte, auf alle etwaigen Ansprüche nördlich Deutsch-Ostafrikas. Dadurch sollte ein Ausgleich mit Großbritannien erzielt werden. Auch die deutschen Ansprüche auf die gesamte Somaliküste zwischen Buur Gaabo und Aluula wurden aufgegeben, wovon die Beziehungen zum Dreibund-Partner Italien profitierten. Deutsch-Südwestafrika wurde im Gegenzug durch den Caprivizipfel mit dem Sambesi verbunden, mit dem Ziel schließlich Deutsch-Südwestafrika über den Sambesi mit Deutsch-Ostafrika zu verbinden. Unter diesen Umständen scheiterten wiederum deutsche Kolonialbestrebungen in Südostafrika.
Das deutsche Interesse an Kolonien in Afrika wurde von Afrikaforschern flankiert. 1845 gründeten der Orientalist Heinrich Leberecht Fleischer (Universität Leipzig) und andere die Deutsche Morgenländische Gesellschaft. Der Sprachwissenschaftler Hans Stumme (Leipzig) erforschte unter anderem afrikanische Sprachen. 1901 wurde an der Universität Leipzig die Professur für „Anthropologie, Ethnographie und Prähistorie“ geschaffen (Professor Karl Weule etablierte eine ethnologische – zunächst stark biologistische – Afrikaforschung) und 1915 eine Professur für „Kolonialgeographie und Kolonialpolitik“. Der Afrikaforscher Hans Meyer war ab 1915 Direktor des Institut für Kolonialgeographie. 1919 entstand das Seminar für Kolonialgeographie und Kolonialpolitik.

### Weltpolitik unter Kaiser Wilhelm II.
Unter Kaiser Wilhelm II. (1888–1918) versuchte Deutschland seinen Kolonialbesitz auszubauen. Die wilhelminische Ära steht für eine schwärmerisch-expansionistische Politik und eine forcierte Aufrüstung der Kaiserlichen Marine. Die Kolonialbewegung war zu einem ernstzunehmenden Faktor in der deutschen Innenpolitik angewachsen. Zu ihr rechneten neben der Deutschen Kolonialgesellschaft auch der 1891 gegründete, extrem nationalistische Alldeutsche Verband. Zusätzlich zu den bisher vertretenen Argumenten wurde von der deutschen Kolonialbewegung nun vorgebracht, man müsse den Sklavenhandel in den Kolonien bekämpfen und die indigene Bevölkerung von ihren muslimischen Sklaventreibern befreien. Diese abolitionistischen Forderungen mit deutlich antimuslimischer Stoßrichtung nahmen nach dem so genannten Araberaufstand an der ostafrikanischen Küste 1888 Züge einer Kreuzzugsbewegung an. Im Vordergrund standen jetzt aber Fragen des nationalen Prestiges und der Selbstbehauptung in einer sozialdarwinistisch verstandenen Konkurrenz der Großmächte: Deutschland als „Nachzügler“ müsse jetzt den ihm zustehenden Anteil einfordern.
Diesem Trend folgte die Reichsregierung. Im Rahmen einer neuen Weltpolitik einen „Platz an der Sonne“ (so der spätere Reichskanzler Bernhard von Bülow am 6. Dezember 1897 vor dem Deutschen Reichstag) für die angeblich „zu spät gekommene Nation“, womit neben dem Besitz von Kolonien ein Mitspracherecht in allen kolonialen Angelegenheiten gemeint war. Diese Politik des nationalen Prestiges befand sich in scharfem Kontrast zu Bismarcks eher pragmatisch begründeter Kolonialpolitik von 1884/1885.

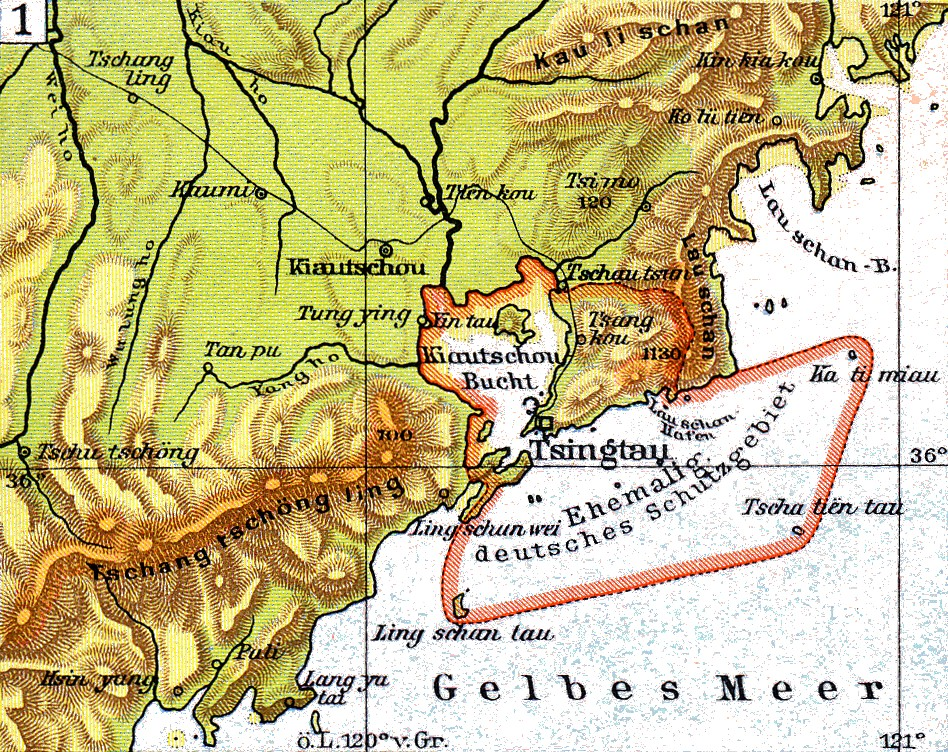
Deutsches Pachtgebiet Kiautschou mit der Hafenstadt Tsingtau

Nach 1890 gelang nur noch der Erwerb verhältnismäßig weniger Gebiete. 1895 wurden Konzessionen in den chinesischen Städten Hankau und Tientsin erworben. 1897/98 wurde das chinesische Kiautschou mit dem Hafenort Tsingtau ein deutsches Pachtgebiet. In einem 50-km-Halbkreis um die Kiautschou-Bucht wurde eine Neutrale Zone eingerichtet, in der Chinas Souveränität durch Deutschland eingeschränkt war. Ferner bestanden deutsche Bergbau- und Eisenbahnkonzessionen in der Provinz Schantung.
Durch den deutsch-spanischen Vertrag von 1899 kamen die mikronesischen Inseln der Karolinen, Marianen und Palau im Mittelpazifik hinzu. Durch den Samoa-Vertrag wurde 1899 auch der Westteil der Samoa-Inseln im Südpazifik ein deutsches Schutzgebiet. Gleichzeitig wurde die Herrschaft innerhalb der Kolonien ausgedehnt, z. B. in Deutsch-Ostafrika auf die Königreiche Burundi und Ruanda. Im Bafut- und Hehe-Krieg stieß Deutschland 1891 jedoch auch auf hartnäckigen Widerstand unter Volksgruppen des Hinterlandes von Kamerun bzw. Ostafrika.
Auf Betreiben des Reichspostamtes für die Verlegung eines zukünftigen deutschen Telegraphenkabels im Westpazifik nahm am 6. März 1901 der Bezirksamtmann Arno Senfft die Insel Sonsorol in Besitz. Einen Tag später folgten die Inseln Merir und Pulo Anna sowie am 12. April die Insel Tobi und das Helen-Riff. Die Inseln wurden Deutsch-Neuguinea eingegliedert.
Der Versuch der Marine durch die Firma Behn, Meyer & Co in Singapur um 1900 die Insel Langkawi vom Sultan von Kedah für 50 Jahre zu pachten scheiterte. Die englische Regierung intervenierte durch den geheimen britisch-siamesischen Vertrag von 1897, der Englands Zustimmung bei der Gewährung von Rechten durch Siam an dritte Mächte forderte, und das der Regierung in Bangkok unterstehende Sultanat Kedah wurde gezwungen Langkawi nicht an das Deutsche Reich zu verpachten. Auch der Versuch des Kaisers im Jahre 1902 Niederkalifornien von Mexiko – auch als weitere Basis für die deutsche Flotte im Pazifik – zu erwerben, scheiterte.

Deutsche Kolonien 1912 (zeitgenössische Karte)

Eine von manchen Kolonialpropagandisten angestrebte koloniale Neuordnung Afrikas fand nicht statt. Die Ausnahme stellte hier der Erwerb eines Teils des französischen Kongogebiets für Kamerun im Zuge der Zweiten Marokkokrise von 1911 dar (Neukamerun). Vergeblich hatte Deutschland als Kompensation für Marokko die gesamte französische Kongo-Kolonie gefordert. Die zunehmende Isolierung im Kreis der Großmächte, die in Deutschland als „Einkreisung“ wahrgenommen wurde, war der Preis für dieses forsche deutsche kolonialpolitische Auftreten.
Für die wirtschaftliche Entwicklung der Kolonien wurde 1896 das Kolonialwirtschaftliche Komitee gegründet.
1898 wurde in Witzenhausen die Deutsche Kolonialschule (Tropenschule) gegründet, um Menschen für eine Übersiedlung in die Kolonien landwirtschaftlich auszubilden. Die Nachfolgeeinrichtungen bilden heute einen Nebenstandort der Universität Kassel. Die Frauenkolonialschulen in Witzenhausen und Bad Weilbach richteten sich vorrangig an bürgerliche Frauen, die mit dem Versprechen angeworben wurden, sich in den Kolonien als Farmer eine eigene wirtschaftliche Existenz aufbauen zu können. Im Jahre 1900 nahm in Hamburg das Institut für Schiffs- und Tropenkrankheiten für die Ausbildung von Schiffs- und Kolonialärzten seine Arbeit auf.

### Aufstände im Kolonialreich
Die Gewalt, mit der die deutschen Kolonialherren ihren Herrschaftsanspruch durchsetzten, führte immer wieder zu Aufständen der indigenen Bevölkerung. Da die Deutschen materiell und technisch weit überlegen waren, in den weiten Räumen ihrer afrikanischen Kolonialgebiete aber nur wenig Präsenz zeigen konnten, griffen die Indigenen zumeist zu Guerillataktiken. Die deutsche Kolonialmacht reagierte darauf ähnlich, wie es aus anderen Beispielen asymmetrischer Kriegführung der Kolonialmächte bekannt ist: Sie führten Krieg gegen die Bevölkerung. In einer Strategie der verbrannten Erde zerstörten sie Dörfer, verhinderten wirtschaftliche Betätigung und nahmen den Menschen jeden Schutz vor wilden Tieren. Dadurch zwangen sie die Bevölkerung, in unzugängliche Regionen zu fliehen, wo viele hungerten. Mit dieser bewussten Strategie veränderten die Deutschen nachhaltig das Erscheinungsbild ganzer Landstriche und machten sie auf Jahrzehnte unbewohnbar.
Die bedeutendsten Fälle dieser Massengewalt gegen die Bevölkerung waren der Boxerkrieg 1901/02, der Völkermord an den Herero und Nama 1904/05 und die Niederschlagung des Maji-Maji-Aufstands 1905 bis 1907.
Nach einer Viehseuche im Jahr 1897 in Deutsch-Südwestafrika hatten die Herero ihre überlebenden Viehbestände weit über das deutsche Kolonialgebiet verteilt. Diese Weideflächen waren zuvor jedoch an Großgrundbesitzer verkauft worden, welche nun das Vieh der Herero für sich beanspruchten. 1904 eskalierte die Situation schließlich zum Aufstand der Herero und Nama, dem die personalschwache Schutztruppe der Kolonie nicht gewachsen war. Die Reichsregierung entsandte daraufhin ein Marineexpeditionskorps und später Verstärkungen der Schutztruppe. Mit insgesamt etwa 15.000 Mann unter Generalleutnant Lothar von Trotha wurde der Aufstand der Herero im August 1904 in der Schlacht am Waterberg niedergeschlagen. Trotha erließ den sogenannten Vernichtungsbefehl, nach dem Überlebende in die Wüste zurückgetrieben wurden. Von den Überlebenden Hereros der Schlacht erreichten 1.800 bis Ende November 1904 Britisch-Betschuanaland, Tausende flohen ins nördlichste Südwestafrika und Tausende kamen in der Wüste um. Von den geschätzten 50.000 Menschen des Hererovolkes kamen bis 1908 wahrscheinlich die Hälfte ums Leben. Mit 10.000 Opfern kam auch rund die Hälfte der Nama ums Leben. Diese hatten zuvor noch auf Seiten der Deutschen als Hilfstruppe bis Ende 1904 gegen die Herero gekämpft. Dies war der erste Völkermord des 20. Jahrhunderts.
In Deutsch-Ostafrika brach 1905/06 der Maji-Maji-Aufstand aus, bei dessen Niederschlagung etwa 75.000 bis 300.000 Afrikaner umkamen, viele davon durch Hunger, da die deutschen Truppen Dörfer und Felder niederbrannten. Im Zentralgebiet des Aufstands wurde die Bevölkerung um etwa die Hälfte reduziert, von den vormals etwa 30.000 Pangwa überlebten nur 1.000 bis 1.500 Menschen.
Die Ablehnung eines Nachtragshaushaltes für eine weitere Unterstützung des Krieges gegen Herero und Nama führte Ende 1906 zur Auflösung des Reichstages und zu Neuwahlen. Die Reichstagswahl vom Januar 1907 (die sogenannte „Hottentottenwahl“) sollte über die Zukunft der Kolonien entscheiden.

### Neue Kolonialpolitik seit 1905

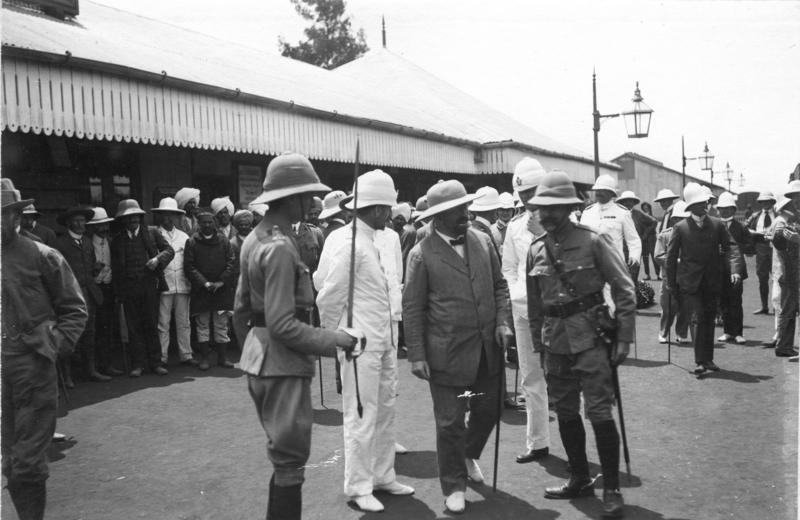
Reise Bernhard Dernburgs durch Deutsch-Ostafrika 1907. Ankunft in Nairobi in Britisch-Ostafrika.

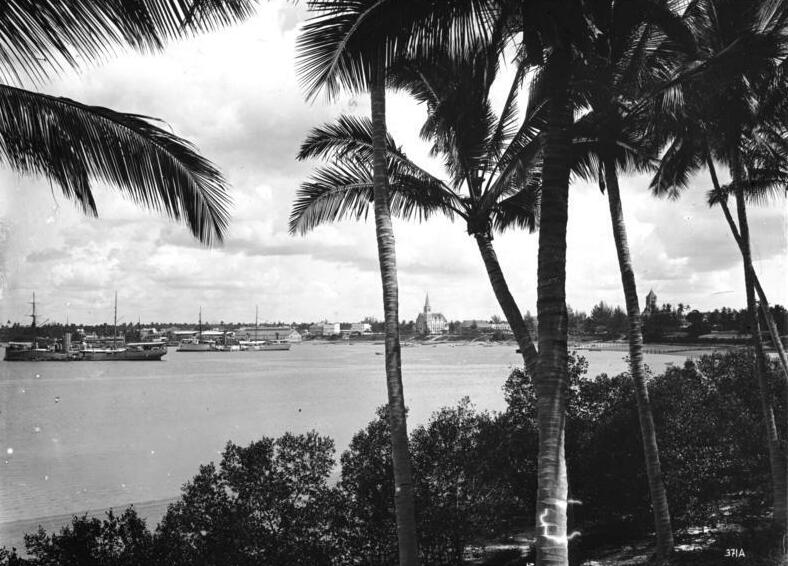
Hafen von Daressalam um 1910

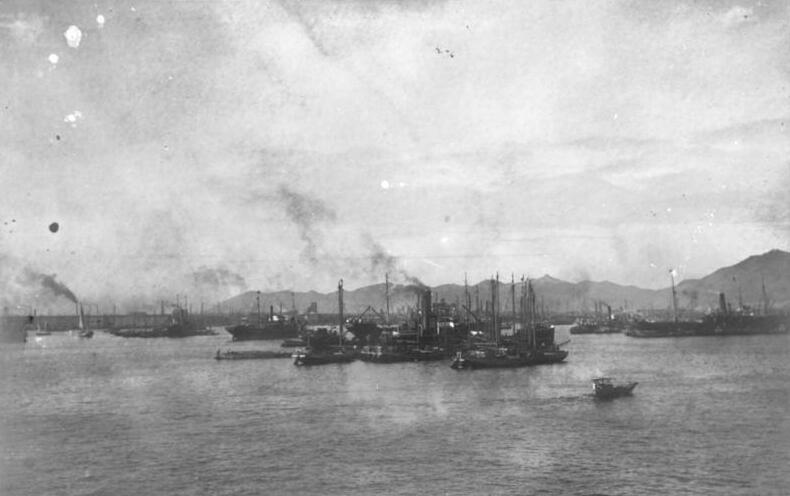
Hafen von Tsingtau um 1912

Als Ergebnis der Kolonialkriege in Deutsch-Südwestafrika und Deutsch-Ostafrika, deren Ursachen in einer falschen Behandlung der einheimischen Bevölkerungen lagen, wurde ein Umbau der Kolonialverwaltung in Deutschland, eine wissenschaftliche Herangehensweise an die Nutzung der Kolonien und eine Verbesserung der Lebensbedingungen der Völker in den deutschen Kolonien als notwendig erachtet. Dafür wurde die oberste Verwaltungsbehörde für die Kolonien, die Kolonialabteilung, aus dem Außenministerium ausgegliedert und im Mai 1907 zu einem eigenen Ministerium erhoben, das Reichskolonialamt (die damalige Bezeichnung für ein Ministerium war Reichsamt).
Als Gestalter der neuen Kolonialpolitik wurde nicht zufällig ein erfolgreicher Firmensanierer aus der Privatwirtschaft für das Amt als Staatssekretär – im heutigen Sprachgebrauch Minister – gewonnen, Bernhard Dernburg. Dernburg führte bereits seit September 1906 die Kolonialabteilung. Er ging auf Reisen in die Kolonien, um vor Ort die Probleme zu erkunden und Lösungen zu finden. Gleichzeitig wurden wissenschaftliche und technische Einrichtungen für koloniale Zwecke gefördert oder gegründet, um auf dieser Grundlage die Kolonien zu entwickeln. Aus dem Hamburgischen Kolonialinstitut und der Deutschen Kolonialschule entstanden etwa Teile der heutigen Universitäten von Hamburg und Kassel. Für die Einheimischen wurde die medizinische Versorgung verbessert, Schulen gebaut und die Prügelstrafe wurde abgeschwächt. Straßen, Eisenbahnen und Häfen wurden im erweiterten Maße angelegt für die wirtschaftliche Erschließung der Kolonien. Dernburg im Januar 1909: „Das Ziel müssen mit dem Vaterland eng verbundene, administrativ unabhängige, wirtschaftlich selbstständige, gesunde Kolonien sein.“
Auch Kolonialstaatssekretär Wilhelm Solf unternahm 1912 und 1913 Reisen nach Afrika. Die dabei gesammelten Eindrücke gingen in sein Kolonialprogramm ein, das unter anderem eine Kompetenzerweiterung der Gouverneure und ein Verbot des Arbeitszwangs für Afrikaner vorsah. Des Weiteren befürwortete Solf die Idee eines Autostraßennetzes in den Kolonien, um weniger Lastenträger einzusetzen. Wilhelm Solf gewann für seine vergleichsweise friedfertige Kolonialpolitik, die sich an Diplomatie und geschickter Machtpolitik anstatt militärischer Stärke orientierte, alle Fraktionen des Reichstages mit der Ausnahme der rechten.
Als Ergebnis dieser neuen Politik gab es nach 1905 keine großen Aufstände in den deutschen Kolonien mehr und die wirtschaftliche Leistungsfähigkeit der Überseebesitzungen Deutschlands steigerte sich schnell. So verdoppelte sich von 1906 bis 1914 die Herstellung von Palmöl und Kakao in den Kolonien, die Kautschuk-Ausfuhr aus den afrikanischen Kolonien vervierfachte sich, der Baumwollexport aus Deutsch-Ostafrika erhöhte sich um das Zehnfache. Der gesamte Handel zwischen Deutschland und seinen Kolonien steigerte sich von 72 Millionen Mark im Jahre 1906 auf 264 Millionen Mark im Jahre 1913. Durch den wirtschaftlichen Aufschwung in den Schutzgebieten versechsfachten sich die Zoll- und Steuereinnahmen in den Kolonien von 1906 bis 1914. Mit der wirtschaftlichen Entwicklung der Kolonien waren sie von finanzieller Unterstützung durch das Reich unabhängig geworden oder waren auf dem Weg dahin. 1914 wurden nur noch Deutsch-Neuguinea und Kiautschou und die Schutztruppen in Afrika subventioniert.

### Vorbereitungen für die Vergrößerung des Kolonialreiches
1898 und 1913 schlossen das Deutsche Reich und Großbritannien Abkommen zur Übernahme der portugiesischen Kolonien. Der Vertragsfall sollte eintreten, wenn von der Regierung in Lissabon als Sicherheit für eine Anleihe Einnahmen aus den Kolonien eingesetzt würden. Außerdem wurde im Vertrag von 1913 als zusätzlicher Grund angegeben, die „Mißwirtschaft“ der Portugiesen in ihren Kolonien beenden zu wollen.
Laut Verträgen mit England waren von den portugiesischen Kolonien Angola, Nordmosambik, die westafrikanischen Inseln São Tomé und Príncipe und Portugiesisch-Timor zur Übernahme durch Deutschland vorgesehen. Für die spanische Kolonie Muni, die von Land her vollkommen von der deutschen Kolonie Kamerun umschlossen war, und die zu Muni gehörigen Inseln Fernando Po und Annobon lag das deutsche Vorkaufsrecht vor.
Konkrete Schritte zur Übernahme portugiesischer Kolonien erfolgten 1914. Mit der Gründung des Übersee Studiensyndikats im Februar 1914 von den deutschen Großbanken sollte die wirtschaftliche Übernahme Angolas gewährleistet werden. Am 28. Mai 1914 kaufte im Auftrag des Reiches ein deutsches Bankenkonsortium die englische Gesellschaft Nyassa Consolidated Ltd mit ihrem Besitz, der halb Nordmosambik umfasste.
Im Juli 1914 legte die portugiesische Regierung eine Staatsanleihe für die wirtschaftliche Entwicklung von Angola auf, mit Sicherung durch angolanische Zolleinkünfte, die von einem deutschen Bankenkonsortium finanziert wurde. Damit war eine entscheidende Vertragsbestimmung aus dem deutsch-britischen Abkommen von 1913 über die Aufteilung der Kolonien Portugals zwischen Deutschland und England erfüllt.
Am 27. Juli 1914 gab der deutsche Reichskanzler Theobald von Bethmann Hollweg der Regierung in London sein Einverständnis für die Veröffentlichung des bisher geheimgehaltenen Vertrages von 1913 über die beabsichtigte Aufteilung der portugiesischen Kolonien mit den Begründungen für die Wegnahme der Kolonien von Portugal. Der Ausbruch des Ersten Weltkrieges im August 1914 verhinderte weitere Schritte der Übernahme der portugiesischen Kolonien.

### Die Kolonien im Ersten Weltkrieg (1914–1918)

Deutsche Kolonien, Kampfrichtungen und Kapitulationen im Ersten Weltkrieg

Bei Ausbruch des Ersten Weltkrieges, im August 1914, waren die Truppen in den deutschen Kolonien nicht auf einen Krieg mit europäischen Mächten vorbereitet. Für die afrikanischen Kolonien hoffte die deutsche Seite auf die Einhaltung des Beschlusses der Kongo-Konferenz von 1885, die ihrer Auffassung nach alle Kolonialstaaten zur Handelsfreiheit und friedlichen Lösung kolonialer Probleme in Afrika verpflichte. Doch nur wenige Tage nach dem deutschen Kriegseintritt begann in den meisten Kolonien ein hoffnungsloser Widerstand der deutschen Truppen. Man vertraute in den Schutzgebieten auf einen Sieg der deutschen Truppen in Europa für die Rückgewinnung der Kolonien.
Truppen der Entente, der Gegnermächte Deutschlands, besetzten noch im August 1914 Togo und Samoa. Im November 1914 fiel Kiautschou und bis zum Januar 1915 wurde Deutsch-Neuguinea vollständig besetzt. In den größeren Schutzgebieten gelangen den Deutschen hingegen Anfangserfolge, etwa in den Schlachten bei Garua, Sandfontein und Tanga sowie im Kampf um Naulila. Mit der Besetzung der südafrikanischen Exklave Walvis Bay, der Provinz Cunene im portugiesischen Angola, des Grenzorts Taveta und der Stadt Kisii in Britisch-Ostafrika und der Insel Idjwi im Kivu-See kam es sogar zu geringfügigen deutschen Gebietsgewinnen. Bis auf Deutsch-Ostafrika scheiterte anhaltender Widerstand jedoch an der vergleichsweise geringen Truppenstärke sowie dem Mangel an Nachschub und schweren Waffen.
Die 5.000 Mann starke südwestafrikanische Schutztruppe ergab sich im Juli 1915 gegen die zehnmal so starken südafrikanischen Unionstruppen. In die Kolonie Kamerun schickten die Briten und Franzosen insgesamt 19.000 Soldaten und 24 Kriegsschiffe. Trotzdem ergaben sich die deutschen Truppen nicht und traten schließlich im Februar 1916 vor der feindlichen Übermacht in die neutrale spanische Kolonie Rio Muni über, begleitet von 14.000 kamerunischen Eingeborenen, die nicht unter der Herrschaft der Entente-Mächte leben wollten.
Ab 1917 wurden die Interessen des Deutschen Reiches in seinen besetzten Kolonien durch die neutrale Schweiz wahrgenommen, was unter dem Druck der Entente jedoch nur teilweise gelang.

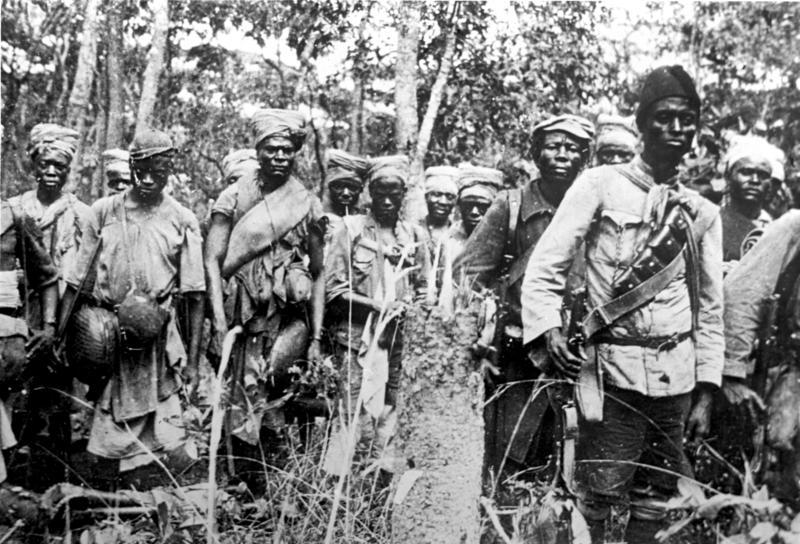
Askaris und Träger der deutschen Truppen in Ostafrika. Während des Krieges in Ostafrika wurden von den kriegführenden Mächten wesentlich mehr Träger für die Versorgung der Truppen als Soldaten selbst eingesetzt.

In Deutsch-Ostafrika blieben die deutschen Truppen – ihre Höchstzahl betrug im Krieg 16.670 Mann, davon etwa 90 % afrikanische Askaris – unter Führung von Oberstleutnant Paul von Lettow-Vorbeck bis zum Waffenstillstand im November 1918 unbesiegt. Jedoch wich von Lettow ab November 1917 in Kolonien von Portugal und Großbritannien aus, um seinen Widerstand fortzusetzen. Auch eine mehrere Dutzend Mann starke Eingeborenentruppe unter dem Hauptmann Hermann Detzner in Neuguinea ergab sich nicht und führte Guerillakrieg. Als Detzner vom Waffenstillstand hörte, löste er seine Truppe auf, ritt aus den Bergen nach Finschhafen und ergab sich dort Mitte Dezember 1918 den Australiern. Gleichwohl war der deutsche Kolonialbesitz bereits während des Krieges militärisch verloren.
In Deutschland wurden auch im Krieg die Pläne für ein geschlossenes Deutsch-Mittelafrika weiterverfolgt. Es sollte sich vom Niger bis zur Kalahari-Wüste erstrecken und auch Angola, Mosambik, Belgisch-Kongo und weite Teile Französisch-Äquatorialafrikas miteinschließen.
In Ostasien war Japan in der anglo-japanischen Allianz mit dem Vereinigten Königreich verbündet und wollte die Schwäche Deutschlands nutzen. Am 23. August 1914 erfolgte die Kriegserklärung Japans an Deutschland. Japan konnte das deutsche Pachtgebiet Kiautschou in China nach der Belagerung von Tsingtau erobern und die deutschen Besitzungen auf den Karolinen, Marianen und Marshallinseln im Pazifik besetzen.

### Ergebnis des Ersten Weltkrieges für das deutsche Kolonialreich
Mit dem Inkrafttreten des Versailler Vertrages im Januar 1920 verlor Deutschland alle Kolonien. Dies wurde begründet mit „Deutschlands Versagen auf dem Gebiet der kolonialen Zivilisation“: Deutschland habe den von ihm beherrschten Gebieten keinen Fortschritt, sondern vor allem Krieg und Zwangsarbeit gebracht. Diese These hatte bereits in der britischen Kriegspropaganda eine Rolle und namentlich im 1918 veröffentlichten Blue Book der Regierung in London gespielt. Anders als der amerikanische Präsident Woodrow Wilson in seinem 14-Punkte-Programm vom 8. Januar 1918 gefordert hatte, wurde der in den deutschen Kolonien lebenden Bevölkerung kein Selbstbestimmungsrecht eingeräumt, wozu sie angeblich noch nicht reif wären, sondern ihr Land wurde als Mandatsgebiete dem Völkerbund zugeteilt, der es den Staaten der Entente zur Verwaltung überließ. Dies war ein Kompromiss zwischen Wilsons Selbstbestimmungsprinzip und den imperialen Interessen der europäischen Siegermächte: Sie beherrschten de facto die ihnen zugeteilten Territorien wie ihre eigenen Kolonien, mussten aber in jährlichen Berichten nachweisen, dass sie die Zwangsarbeit abgeschafft hätten und das Wohl der Bevölkerung sowie sozialen Fortschritt fördern würden.

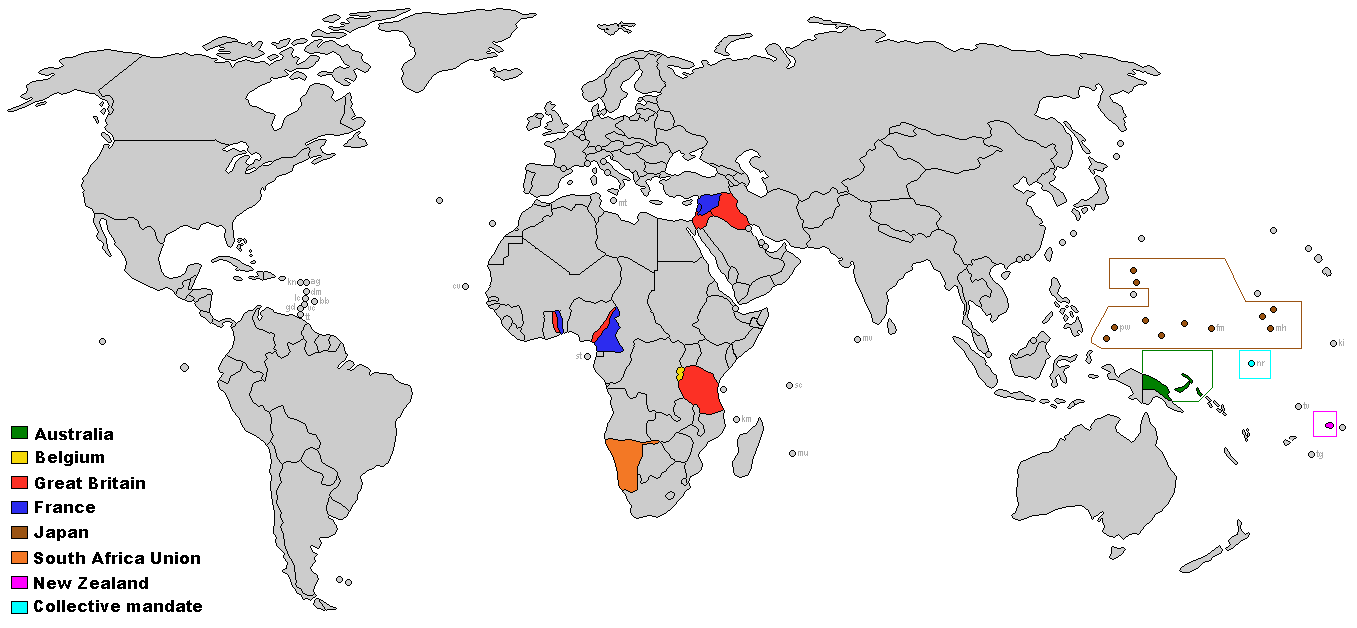
Mandatsgebiete in den ehemaligen deutschen Kolonien und Provinzen des vormaligen Osmanischen Reiches
Britisches Mandatsgebiet
Französisches Mandatsgebiet
Belgisches Mandatsgebiet
Australisches Mandatsgebiet
Japanisches Mandatsgebiet
Neuseeländisches Mandatsgebiet
Südafrikanisches Mandatsgebiet
Gemeinschaftliches Mandatsgebiet

Im Einzelnen erhielten folgende Siegermächte Teile des ehemaligen deutschen Kolonialreiches zugewiesen:
- Großbritannien: Deutsch-Ostafrika, Teile Kameruns und Westtogo
- Frankreich: Kamerun und Osttogo
- Belgien: Ruanda und Burundi (ehemals Teil Deutsch-Ostafrikas)
- Portugal: Kionga-Dreieck (ehemals Teil Deutsch-Ostafrikas)
- Australien: Großteil Deutsch-Neuguineas
- Japan: Kiautschou (fiel 1922 wieder an China), die Marianen, Karolinen, Marshallinseln und Palau
- Neuseeland: Samoa
- Südafrikanische Union: Deutsch-Südwestafrika (als Mandatsgebiet South West Africa fortgeführt)
- Australien, Neuseeland und Großbritannien zusammen: Nauru

Nach dem Zweiten Weltkrieg übernahm der UN-Treuhandrat die Verwaltung der verbliebenen Mandatsgebiete. Als letzte ehemalige Kolonie wurde 1994 Palau unabhängig.

## Strukturbedingungen in den deutschen Kolonien

### Verhältnis zwischen Einheimischen und Deutschen

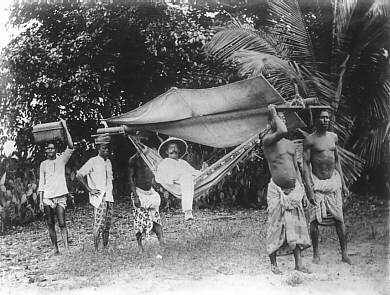
Deutscher Kolonialherr in Togo (ca. 1885)

#### Rechtliche Ungleichheit
Die Beziehung zwischen den Deutschen und der indigenen Bevölkerung in den deutschen Kolonien war durch rechtliche und soziale Ungleichheit gekennzeichnet, wie es auch in allen anderen Kolonialreichen üblich war. Es bestanden zwei Rechtskreise, deren Zugehörigkeit nach rassischen Kriterien festgelegt wurde. Die „weiße“, das heißt die deutsche und europäische Bevölkerung in den Kolonien stellte eine kleine, stark privilegierte Minderheit dar. Ihr Verhältnis zur indigenen Bevölkerung überstieg selten die Ein-Prozent-Marke. 1914 lebten nicht mehr als 25.000 Deutsche in den Kolonien, etwas weniger als die Hälfte davon in Deutsch-Südwestafrika, das noch am ehesten als Siedlungskolonie galt. Sie genossen alle Vorteile des deutschen Rechts, europäischstämmige Ausländer waren ihnen rechtlich gleichgestellt.
Die rund 13 Millionen „Eingeborenen“ des deutschen Kolonialreichs, wie sie nach einer kaiserlichen Verordnung aus dem Jahr 1900 offiziell hießen, wurden nicht zu deutschen Staatsbürgern, als die deutsche Staatsbürgerschaft erstmals 1913 eingeführt wurde; sie galten noch nicht einmal als Reichsangehörige, sondern lediglich als Untertanen oder Schutzbefohlene des Deutschen Reiches. Die deutschen Gesetze des Reiches galten für sie nur, wenn es per Verordnung extra festgelegt war. Insbesondere war ihnen der Rechtsweg verschlossen: Gegen Verfügungen der Kolonialbehörden und erstinstanzliche Urteile der Kolonialgerichte standen ihnen keinerlei rechtsstaatliche Mittel zur Verfügung. Für die Gerichtsorganisation siehe Gerichtsorganisation der ehemaligen deutschen Kolonien. Für die etwa 10.000 Personen arabischer und indischer Abstammung, die in Deutsch-Ostafrika lebten, konnten die Gouverneure Sonderbestimmungen verfügen. Eine Aufnahme von „Eingeborenen“ in die Reichsangehörigkeit und auch deren Weitergabe an die Nachkommen war nach dem Schutzgebietsgesetz aber möglich. Hintergrund war die Tatsache, dass die Kinder aus Mischehen automatisch die deutsche Staatsangehörigkeit erhielten. Dies wurde als Gefährdung des „deutschen Volkskörpers“ wahrgenommen, den man „rassisch rein“ erhalten wollte. Nachdem sich zunehmend Liebesbeziehungen zwischen den Bevölkerungsgruppen ergeben hatten, verboten die Kolonien ab 1905 schrittweise „standesamtliche Eheschließung zwischen Weißen und Eingeborenen“. Außereheliche Sexualbeziehungen wurden von der Gesellschaft geächtet, um eine „Verkafferung“ zu unterbinden. 1912 debattierte der Reichstag über die Möglichkeit von Mischehen, mit dem Ergebnis, dass die Mehrheitsparteien von der Reichsregierung verlangten, Mischehen gesetzlich zu ermöglichen. Das Gesetz kam aber nie zustande. Die Verbote bestanden bis zum faktischen Ende des deutschen Kolonialreiches im Ersten Weltkrieg fort.

#### Missionierung, Bildung und Gesundheitspflege
In der Vorstellungswelt der Deutschen bestand die indigene Bevölkerung aus „Kindern“: Menschen zwar, doch auf einer niedrigen Reifungsstufe, die man zu behüten, zu belehren und zu erziehen hatte. Für Belehrung und Missionierung sorgten die deutschen Missionsgesellschaften, die bereits ab den 1820er Jahren in Übersee tätig waren. Auf evangelischer Seite waren dies das Berliner Missionswerk, die Rheinische Mission, das Leipziger Missionswerk und die Norddeutsche Mission. Ihnen durften nach dem Abflauen des Kulturkampfes ab 1890 auch katholische Missionsgesellschaften an die Seite treten.

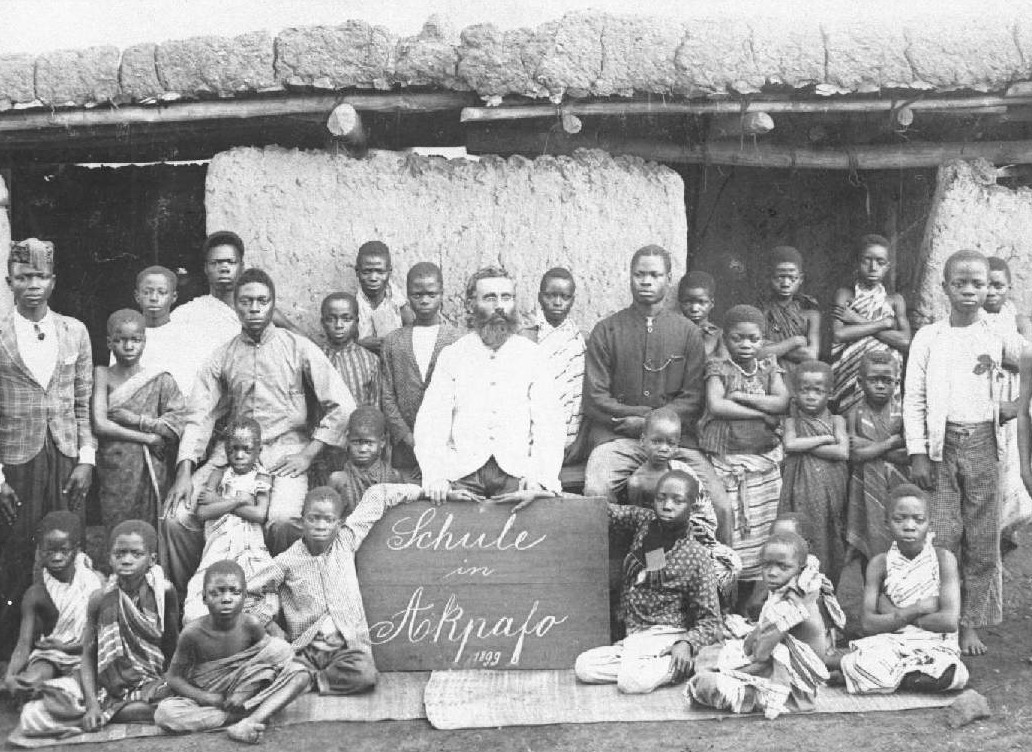
Schule der Norddeutschen Mission Togo, 1899

Diese Missionswerke errichteten in den Kolonien Stationen, in denen sie der indigenen Bevölkerung neben elementarer Bildung und Methoden moderner Landwirtschaft das Christentum näherbrachten. Dabei hatten sie großen Erfolg, da der Zusammenbruch der präkolonialen Gesellschaften, den die deutsche Landnahme und die nachfolgenden Kolonialkriege verursacht hatten, häufig auch eine spirituelle Krise mit sich gebracht hatte und die indigene Bevölkerung beim Gott der neuen Herren, der sich als der überlegene erwiesen zu haben schien, Trost und Halt suchten. Da die Missionare die Bekehrung der indigenen Bevölkerung zum Ziel und den Anspruch hatten, ihr mit Nächstenliebe entgegenzutreten, sahen sie häufig Anlass, gegen deren grausame Behandlungen und Ausbeutung durch die Kolonialverwaltung und Plantagenbesitzer zu protestieren. Zur Selbstversorgung und als Mustergüter unterhielten sie aber oft selbst Plantagen und waren daher von der Arbeitskraft und -willigkeit der indigenen Bevölkerung abhängig; somit gerieten sie hier nicht selten in einen Zielkonflikt. Gegenüber den traditionellen Sitten und Gebräuchen der indigenen Bevölkerung zeigten sich die deutschen Missionare meist eher tolerant; selbst die in Afrika und der Südsee verbreitete Polygynie wurde oft geduldet. Einzig die an der Küste Ostafrikas dominierende islamische Kultur wurde von den Missionswerken bekämpft.

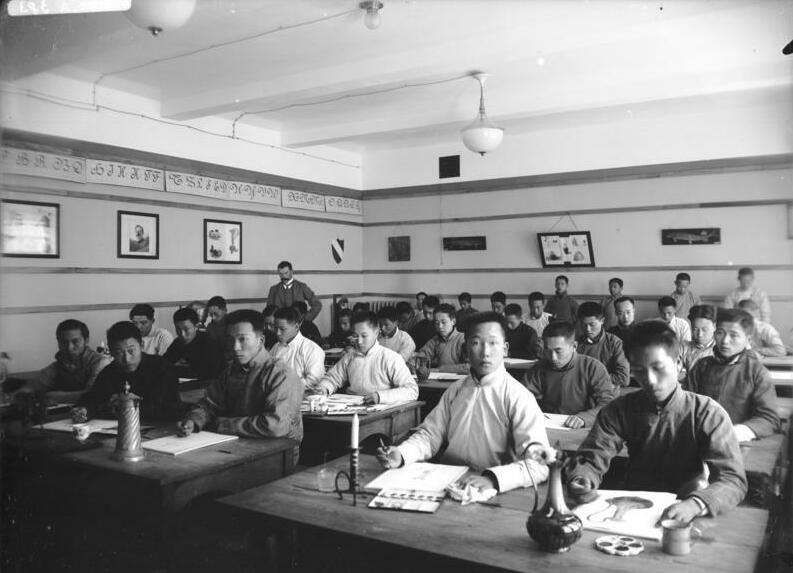
Studenten der Deutsch-Chinesischen Hochschule in Tsingtau, 1913

Aufgrund mangelnder Leistungsfähigkeit der Missionswerke und um keine Konflikte in muslimischen Gebieten zu provozieren, wurden in den deutschen Kolonien ab 1887 auch staatliche Schulen eingerichtet. Eine Schulpflicht bestand, anders als im Reich, aber nicht, auch um das Selbstbewusstsein der indigenen Bevölkerung nicht durch höhere Bildung zu stärken. Anfangs wurde kein Schulgeld verlangt. Insgesamt blieb der Anteil der indigenen Kinder eines Jahrgangs, die eine Schule besuchten, niedrig zwischen 3,4 % (Deutsch-Neuguinea) und 0,8 % (Kiautschou). In Ostafrika trugen die Schulen dazu aber bei, das kulturelle und ökonomische Gefälle zwischen den von Arabern, Indern und Europäern besiedelten Küste und dem Hinterland nicht weiter anwachsen zu lassen und Kisuaheli als intertribale Verkehrssprache zu etablieren. In den deutschen Kolonien wurden einige Fachschulen für Handwerk und Ackerbau eingerichtet sowie als einzige Universität im deutschen Kolonialreich die Deutsch-Chinesische Hochschule in Tsingtau. Die staatlichen Elementarschulen unterschieden sich im Lehrplan deutlich von den Missionsschulen: Diese unterrichteten in der Muttersprache ihrer Schüler, also etwa auf Ewe oder Otjiherero, und erteilten bis zu 15 Stunden Religionsunterricht pro Woche, während auf jenen die Unterrichtssprache Deutsch war und nutzbare Fächer wie Rechnen dominierten.

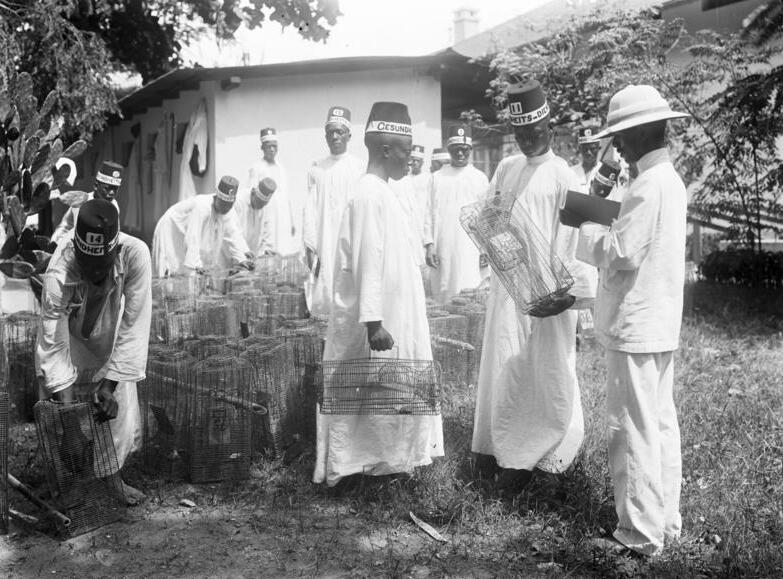
Gesundheitsdienst in Daressalam (Ostafrika) bei der Pestbekämpfung, Photographie von Walther Dobbertin, zwischen 1906 und 1914 aufgenommen

Seit Mitte der 1890er Jahre errichteten die Deutschen in ihren Kolonien Lazarettstationen und Hospitäler, die allerdings zunächst nur Europäern offenstanden. „Eingeborenen-“ oder „Farbigenstationen“ wurden etwas später eingerichtet, doch wurde die Trennung zwischen den Rassen stets aufrechterhalten. Nicht zuletzt im eigenen Interesse legten die Deutschen besonderen Wert auf Bekämpfung und Prophylaxe von Tropenkrankheiten: Sümpfe wurden trockengelegt, Chinin gegen Malaria ausgegeben, gegen Pocken geimpft und Leprakranke wurden isoliert. Zur Bekämpfung von Seuchen fassten die Deutschen Erkrankte unterschiedlicher Ethnien und beiderlei Geschlechts in eigens dafür eingerichteten sogenannten „Konzentrationslagern“ zusammen, aus denen die Betroffenen wegen des damit verbundenen Freiheitsentzuges und der zum Teil schmerzhaften Untersuchungen, die dort vorgenommen wurden, immer wieder zu fliehen suchten. Um Mittel gegen die Schlafkrankheit zu erproben, unternahmen deutsche Mediziner auch Menschenversuche an erkrankten Afrikanern, die mitunter tödlich verliefen. Erfolge stellten sich vor allem bei der Bekämpfung von Pocken und Pest ein, während in der allgemeinen Hygiene und der Sozialmedizin noch große Rückstände herrschten: „Es gibt sehr wenig alte Neger“, klagte der Staatssekretär im Reichskolonialamt 1908. Erst gegen Ende der deutschen Herrschaft zeigten sich Ansätze, hier Abhilfe zu schaffen, etwa durch erste Arbeitsschutzverordnungen oder eine Verbesserung der Sanitätsaufsicht.

#### Arbeitszwang und Gewalt
Die indigene Bevölkerung hatte bislang in Subsistenz- und Naturalwirtschaft gelebt. An Geld hatte sie daher kein Interesse. Zudem galt Landwirtschaft in vielen Regionen eher als Frauenarbeit. Die Deutschen stießen daher nur auf eine geringe Bereitschaft, gegen Lohn auf den Feldern zu arbeiten, die sie auf „notorische Indolenz und Faulheit“ zurückführten. Als Gegenmittel verhängten sie Kopf- oder Hüttensteuern: Zur Beschaffung des zu deren Begleichung nötigen Geldes mussten Überschüsse erwirtschaftet werden, was nur durch Arbeit auf Plantagen möglich war. Wer nicht bezahlen konnte, wurde – oft weit von seinem Heimatdorf entfernt – zu Zwangsarbeit verurteilt.
Große Teile der indigenen Bevölkerung gerieten so in Unfreiheit. Die traditionelle Sklaverei wurde, anders als etwa 1905 in Französisch-Westafrika, nicht verboten, weil vor allem in Ostafrika eine radikale Abschaffung den Zusammenbruch der lokalen Wirtschaftsstrukturen herbeigeführt hätte. Um 1900 waren etwa zehn Prozent der Bevölkerung Ostafrikas Sklaven im Besitz afrikanischer und arabischer Eliten, zu dem Sklavenhändler Tippu-Tip auf Sansibar unterhielt die deutsche Kolonialverwaltung freundschaftliche Beziehungen. Gleichzeitig galt die Sklaverei in den deutschen Kolonien offiziell als abgeschafft und die deutsche Propaganda hob dies als eine der Kulturleistungen des deutschen Kolonialismus hervor. Deshalb wurden andere Formen des Arbeitszwangs und der Unfreiheit gefunden, in denen die Mortalitätsraten hoch waren. Darunter fiel auch der Import von etwa 1.000 chinesischer Kulis nach Samoa, Neuguinea und Ostafrika, die gleichfalls häufig unter Zwang angeworben worden waren.
Bei der Zwangsarbeit und auch auf den Plantagen waren Körperstrafen an der Tagesordnung, die gemeinhin mit einer Nilpferdpeitsche verabreicht wurden. Dieses Instrument wurde in Deutschland als Symbol für die Behandlung der indigenen Bevölkerung durch mehrere Kolonialskandale bekannt: So hatte etwa der stellvertretende Gouverneur von Deutsch-Kamerun Heinrich Leist 1893 die Frauen von arbeitsunwilligen Afrikanern vor deren Augen auspeitschen lassen; die Männer waren zuvor aus der Sklaverei freigekauft worden, doch verweigerte Leist ihnen nun den Lohn, da ja durch den Freikauf bereits genug für sie bezahlt worden sei. Bereits im Jahr zuvor war bekanntgeworden, dass der Reichskommissar am Kilimandscharo Carl Peters seine afrikanische Konkubine und deren Liebhaber erst hatte auspeitschen und dann aufknüpfen lassen.
Die alltägliche Gewalt provozierte immer wieder Gegengewalt der indigenen Bevölkerung, die sich zum Teil in blutigen Aufständen und Kolonialkriegen niederschlug. Sowohl Peters’ als auch Leists Übergriffe hatten eine solche Folge gehabt. Nach der erschreckenden Massengewalt gegen den Boxeraufstand, den Maji-Maji-Aufstand und den Aufstand der Herero und Nama setzte Staatssekretär Dernburg 1907 eine großangelegte Kolonialreform ins Werk: Nunmehr solle mit „Erhaltungsmitteln“ anstelle von „Zerstörungsmitteln“ kolonisiert werden. Nicht mehr alkohol- und waffenhandelnde Kompanien sollten die Kolonialwirtschaft prägen, sondern der Missionar, der Arzt, die Eisenbahn und die Wissenschaft. Die Hüttensteuer wurde abgeschafft, die Enteignung von Land, das sich in indigenem Besitz befand, verboten und die Prügelstrafe wurde eingeschränkt.
Dernburgs Konzept blieb gleichwohl auf die größtmögliche Ausschöpfung der einheimischen Arbeitskräfte durch die Kolonialisten ausgerichtet. Der Erfolg war begrenzt: Zwar gingen die Prügel- und Rutenstrafen von 1905/06 auf 1907/08 deutlich zurück, stiegen danach aber wieder an und überstiegen 1912/13 mit über 8.000 gemeldeten Züchtigungen den Wert vor den dernburgschen Reformen deutlich. Die Dunkelziffer nicht gemeldeter Auspeitschungen auf den Plantagen wird noch erheblich höher gewesen sein.

### Verwaltung

#### Verwaltung der Kolonien durch das Reich

Das Reichsgebiet und die deutschen Kolonien, politisches Schaubild

Ab 1899 befanden sich alle „Schutzgebiete“, mit Ausnahme der Marshallinseln (ab 1906 auch diese), als Kolonien unter direkter Verwaltung des Reiches.
Die oberste Leitung der „Schutzgebiete“ lag zwischen 1890 und 1907 bei der Kolonialabteilung des Auswärtigen Amtes, welches dem Reichskanzler unterstand. 1907 wurde die Kolonialabteilung aus dem Auswärtigen Amt ausgegliedert und selbst zum Amt – im heutigen Sprachgebrauch Ministerium –, dem Reichskolonialamt erhoben, und Bernhard Dernburg zum Staatssekretär des Reichskolonialamtes ernannt.
Schon der Kolonialabteilung wurde gemäß kaiserlichem Erlass vom 10. Oktober 1890 der Kolonialrat zur Seite gestellt, in dem Vertreter der Kolonialgesellschaften und vom Reichskanzler berufene Sachverständige vertreten waren.
Das deutsche Pachtgebiet Kiautschou wurde durch das Reichsmarineamt verwaltet, also nicht wie die anderen Schutzgebiete durch das Auswärtige Amt beziehungsweise das Reichskolonialamt.

#### Verwaltung in den Kolonien

Gouvernementshaus in Buea (Kamerun), um 1910

An der Spitze der Verwaltung einer Kolonie stand der Gouverneur, dem ein Kanzler (zur Vertretung und Rechtspflege), Sekretäre und sonstige Beamte beigegeben waren.
Die Bezirke, die größten gebietsmäßigen Verwaltungseinheiten in einer Kolonie, wurden durch je einen Bezirksamtmann an der Spitze verwaltet. Den Bezirken unterstanden teilweise Bezirksnebenstellen. Eine weitere Verwaltungseinheit in den Kolonien waren die Residenturen. Von der Größe her waren sie den Bezirken gleichzusetzen. Aber in der Verwaltung der Residenturen waren den einheimischen Landesherren weit größere Machtbefugnisse zugestanden als in den Bezirken, auch um die Kosten der deutschen Verwaltung möglichst gering zu halten.
Für die militärische innere Sicherheit der Kolonien in Kamerun, Deutsch-Südwestafrika und Deutsch-Ostafrika bestanden Schutztruppen. Die Polizeikräfte in den Kolonien waren militärisch organisierte Polizeitruppen. Im Pachtgebiet Kiautschou – das dem Reichsmarineamt unterstand – waren Marinesoldaten kaserniert.
In den Kolonien gab es nach dem Vorbild der Konsulargerichte geschaffene Schutzgebietsgerichte. Die Gerichtsbarkeit über die indigene Bevölkerung, insbesondere in Strafrechtssachen, wurde den Kolonialbeamten in den Kolonien übertragen. In nicht-strafrechtlichen Angelegenheiten wurden zudem indigene Autoritäten zur Gerichtsbarkeit über ihre Gemeinschaften ermächtigt, die nach dem lokalen Recht urteilen sollten.
Für die deutsche Bevölkerung und die ihnen als Schutzgenossen gleichgestellten anderen Europäer wurden für jedes Schutzgebiet erstinstanzliche Bezirksgerichte und ein zweitinstanzliches Obergericht errichtet. In Togo erschien aufgrund der geringen europäischen Bevölkerung ein eigenes Obergericht nicht zweckmäßig, weshalb das Obergericht in Kamerun auch für Togo zweitinstanzlich zuständig war.
Kaiser-Wilhelms-Land, der Bismarck-Archipel, die Karolinen, Palau-Inseln und die Marianen (sowie seit 1906 die Marshallinseln einschließlich der Providence- und Brown-Inseln) wurden zu einem Gouvernement Deutsch-Neuguinea vereinigt.

### Recht
Die Rechtslage in den Kolonien wurde erstmals 1886 mit dem Gesetz betreffend die Rechtsverhältnisse der deutschen Schutzgebiete genauer geregelt, das nach mehreren Änderungen ab 1900 als Schutzgebietsgesetz bezeichnet wurde. Es führte über den Umweg der Konsulargerichtsbarkeit deutsches Recht für Europäer in den deutschen Kolonien ein. Das Konsulargerichtsbarkeitsgesetz von 1879 erlaubte den deutschen Konsuln im Ausland unter bestimmten Bedingungen, die Gerichtsbarkeit über deutsche Staatsangehörige auszuüben. Das Schutzgebietsgesetz bestimmte nun, dass die Vorschriften zur Konsulargerichtsbarkeit entsprechend auch in den Kolonien angewendet werden sollten. Soweit sie für die Konsulargerichtsbarkeit relevant waren, wurden dadurch wichtige rechtliche Bestimmungen des bürgerlichen Rechts, des Strafrechts, der gerichtlichen Verfahren und der Gerichtsverfassung des Reichs auch für die deutschen Kolonien in Kraft gesetzt. Daneben wurden im Laufe der Zeit weitere spezielle kolonialrechtliche Bestimmungen erlassen. Für die indigenen Bevölkerungen der Kolonien hatte zunächst der Kaiser die Rechtssetzungsbefugnis. Im Laufe der folgenden Jahre konnten auch der Reichskanzler und von ihm ermächtigte Beamte Vorschriften erlassen, die zum Beispiel die Verwaltung, Gerichtsbarkeit oder Polizei regelten. In den deutschen Kolonien existierte somit von der Grundstruktur her eine duale Rechtsordnung die unterschiedliches Recht für die Europäer und die Indigenen vorsah. Eine einheitliche Kodifikation des in den deutschen Kolonien geltenden Rechts gelang nicht.
In einer Verordnung vom November 1900 wurden „Angehörige fremder farbiger Stämme“ (gemeint waren Inder und Araber, jedoch nicht Japaner) den Indigenen rechtlich gleichgestellt, der Gouverneur konnte aber mit Zustimmung des Kaisers Ausnahmen machen. Diese Bestimmungen verstießen gegen europäische Rechtsstandards wie den Gleichheitssatz und das Willkürverbot. Dies führt der Historiker Winfried Speitkamp auf das paternalistische Rechtsverständnis der Kolonialherren zurück: Zweck des Strafrechts in den Kolonien sei es, wie ein Richter in Duala es ausdrückte, „den Eingeborenen Achtung vor fremder Persönlichkeit und fremdem Eigentum beizubringen, sie an Befolgung der Gebote und Verbote eines ihnen bisher unbekannten Staatswillens zu gewöhnen.“ Daher sah das koloniale Recht für sie keine zweite Instanz und keine Trennung zwischen Justiz und Verwaltung vor, die es für Weiße, für die im Wesentlichen das deutsche Recht galt, selbstverständlich gab. Indigene dagegen wurden von den Stationsvorstehern und Bezirksamtleuten abgeurteilt, die als Ermittler, Ankläger und Richter agierten. Strafverteidiger gab es in Prozessen gegen Indigene nur im Ausnahmefall. Im Zivilrecht, in Samoa auch im Strafrecht beließ man aus pragmatischen Gründen oft die weiter bestehenden einheimischen Instanzen der Rechtspflege entscheiden.

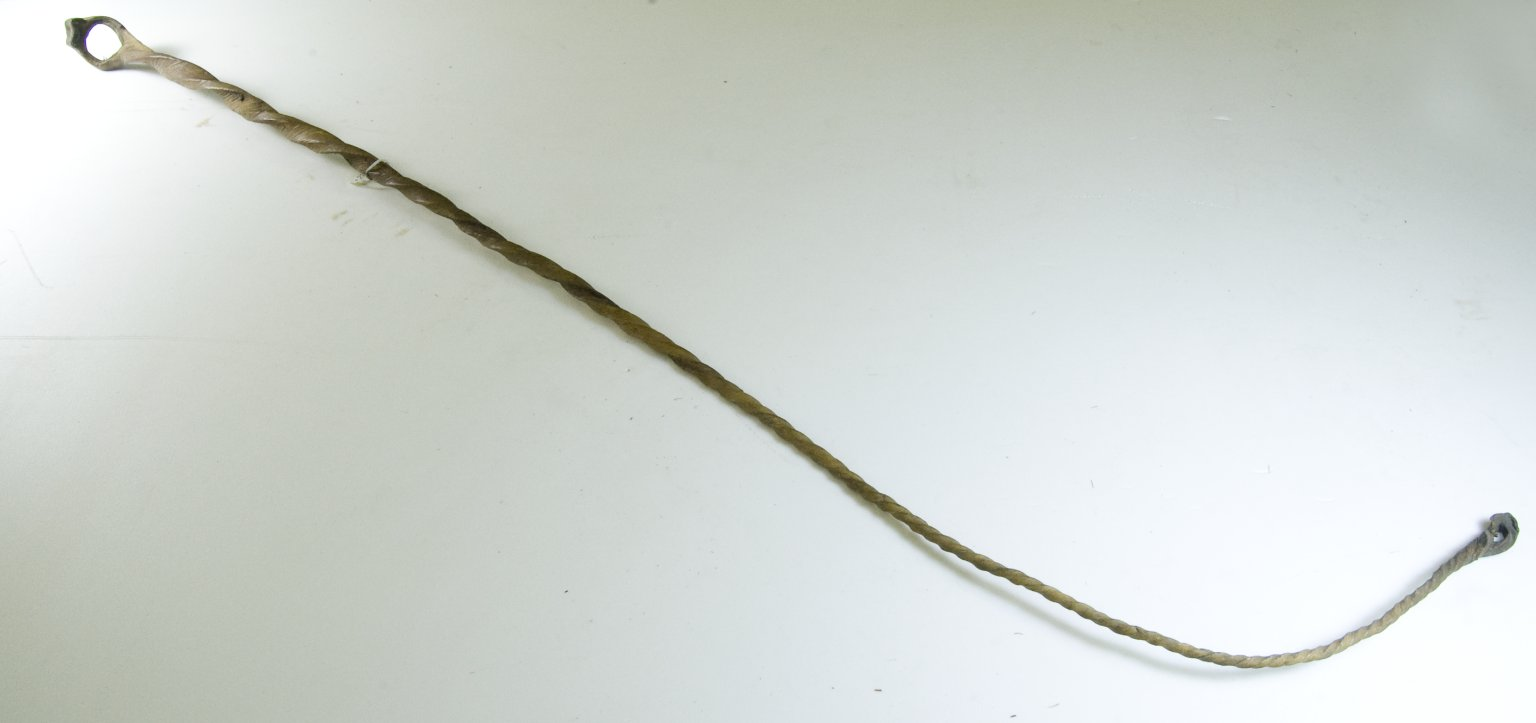
Peitsche aus Nashornhaut, 1922 vom Brooklyn Museum erworben

Die im Strafrecht gegen Indigene verhängten Strafen widersprachen europäischen Standards. Regelmäßig wurden Körperstrafen verhängt, die in Deutschland längst abgeschafft waren: Prügelstrafe, Kettenstrafe, aber auch Gefängnis mit Zwangsarbeit, was die Betroffenen aber nicht lange überlebten, weshalb Haftstrafen die Ausnahme blieben. Die Auspeitschung mit der Nilpferdpeitsche wurden 1898 streng reglementiert: So durfte sie an nicht Frauen, Indern oder Arabern, in manchen Kolonien auch nicht an hochgestellten Persönlichkeiten oder Häuptlingen. Höchstens fünfzig Schläge (in Kiautschou: hundert) durften verabreicht werden, und mehr als 25 nicht an einem Tag; vor der zweiten Runde mussten mindestens zwei Wochen verstreichen. In der Praxis blieb all dies wenig beachtet. Tatsächlich stieg die Zahl der Prügelstrafen von 1900/01 bis 1912/13 im deutschen Kolonialreich erheblich an – in Ostafrika auf mehr als das Doppelte, in Togo auf das Fünffache. Dies erklärt sich mit der stärkeren ökonomischen Durchdringung der Territorien, da das Recht in den Kolonien nicht nur die Normen des Zusammenlebens, sondern die Bedingungen für die Nutzung ihrer natürlichen Ressourcen durchsetzen sollte.

### Wirtschaft und Infrastruktur

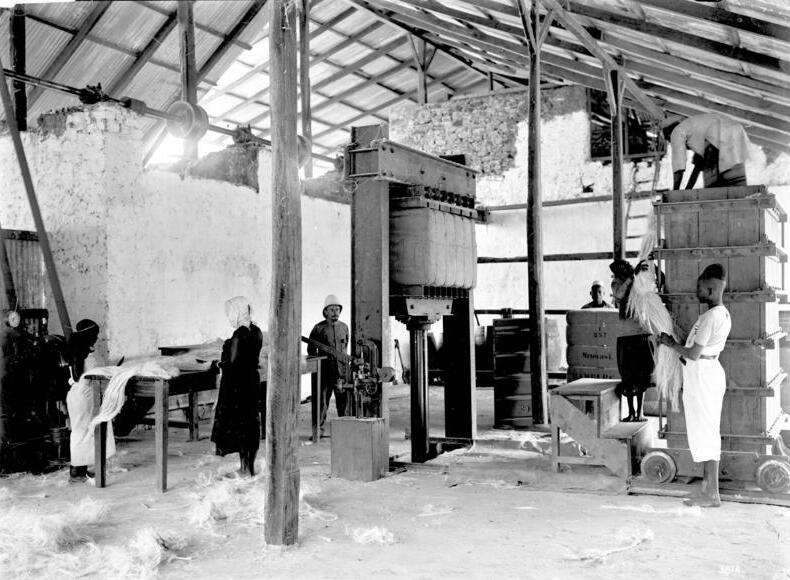
Sisal-Verarbeitung in Deutsch-Ostafrika

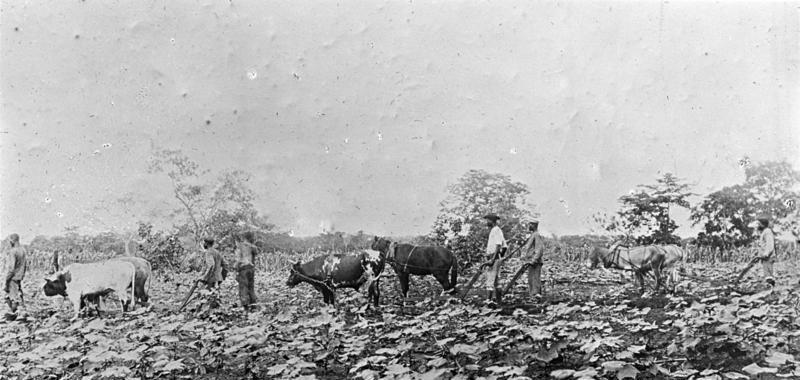
Pflügen eines Baumwollfeldes der Ackerbauschule Nuatjä, deutsche Kolonie Togo

#### Export von Rohstoffen und Spirituosenimport
Die Wirtschaft im deutschen Kolonialreich war ganz überwiegend vom Primärsektor geprägt. Verarbeitende Gewerbe wurden nicht aufgebaut, produziert wurden vielmehr Rohstoffe für den Export nach Europa. Dabei handelte es sich vor allem um landwirtschaftliche Produkte, wie Kautschuk, der von der um 1900 boomenden Fahrrad-, Auto- und Elektroindustrie nachgefragt wurde, Ölfrüchte, namentlich Palmöl und Kopra, die von der chemischen Industrie in Deutschland weiterverarbeitet wurden, Sisal und Baumwolle für die Textilherstellung, die große Palette der so genannten Kolonialwaren (Kaffee, Kakao, Zuckerrohr, Pfeffer, Tabak usw.), sowie Tierhäute, Felle und Elfenbein. 1908 wurde in Kamerun mit der Anpflanzung von Bananen für den Export begonnen.
Manche dieser Produkte hatte Deutschland schon vor der Kolonialisierung aus diesen Gebieten importiert, wo sie ursprünglich in Sammelwirtschaft produziert und vor allem gegen Spirituosen eingetauscht worden waren. Hiermit hatten die Handelshäuser Woermann und Hansemann bereits vor 1884 gute Geschäfte gemacht. Nach dem Erwerb Kameruns wurden diese Geschäfte in Deutschland aber problematisiert, da sie dem Legitimierungsdiskurs, die Kolonialisierung würde der Zivilisierung der indigenen Bevölkerung dienen, widersprach. Bereits auf der Kongokonferenz wurde ein Verbot des Alkoholexports nach Afrika diskutiert, als Einschränkung der Handelsfreiheit aber abgelehnt. Im Februar 1885 diskutierte der Deutsche Reichstag über die Frage, wobei sich Woermann, der Abgeordneter der Nationalliberalen Partei war, in Widersprüche verwickelte. 1885 verabschiedete eine Konferenz der Norddeutschen Mission in Bremen eine Erklärung, wonach Branntwein „den Neger ermorden“ würde und der Spirituosenhandel „der Ehre Deutschlands nicht würdig“ sei. Da auch die Kolonialverwaltung ein fiskalisches Interesse am Fortbestand des Alkoholhandels hatte, blieb der Import von Spirituosen in die deutschen Kolonien unbeschränkt.
Neben der Landwirtschaft existierten in den Kolonien auch Ansätze zur Gewinnung von Bodenschätzen durch Bergbau, von denen aber allein die Diamantengewinnung in Südwest-Afrika profitabel wurde. Noch bevor diese Ressourcen von den Kolonialherren ausgebeutet werden konnten, hatte man mit dem Boden Profite zu machen gesucht. Ausgehend von der Rechtsfiktion der terra nullius, wonach die Gebiete, in die sie kamen, herrenlos wären, hatten die Kolonialgesellschaften große Teile der bewirtschaftbaren Fläche an sich gebracht und die indigene Bevölkerung auf weniger gutes Land oder in Reservationen verdrängt. Die so erworbenen riesigen Flächen namentlich Südwestafrikas wurden in Deutschland spekulativ gehandelt, ein Teil von ihnen wurde tatsächlich nie erschlossen. Auch diese fortlaufenden Enteignungen trugen zur Frustration der indigenen Bevölkerung bei und waren ein Grund für Rebellionen.

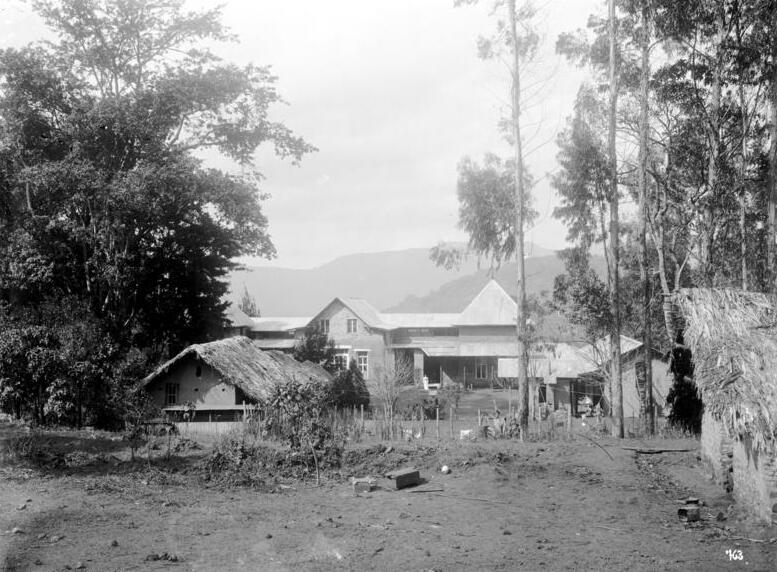
Herrenhaus von Prince der Pflanzung Sakkarani in Ostafrika. Photographie aus dem frühen 20. Jahrhundert.

Nach der Erschließung des Landes boten sich drei Formen der landwirtschaftlichen Produktion an:
- Plantagen: kapitalintensive großflächige Monokulturen, die von einer großen Zahl indigener Arbeiter bewirtschaftet wurden, die häufig in Unfreiheit gehalten wurden. Diese Wirtschaftsform fand sich vor allem in Kamerun, in Ostafrika und im Pazifik.
- Farmen: kleinere, von Deutschen bewirtschaftete Betriebe, die mit wenigen indigenen Arbeitskräften auskamen. Diese weniger rentable Wirtschaftsform, die in Südwestafrika vorherrschte, wurde vor allem aus demographischen Gründen gefördert, um möglichst große Ströme der deutschen Auswanderung ins deutsche Kolonialreich zu kanalisieren.
- Cash Crops: Produktion durch die indigene Bevölkerung, der man die erwünschten Produkte abkaufte. Dieses Modell wurde vor allem im Gebiet der Duala in Kamerun mit Erfolg umgesetzt.

Zwischen Vertretern dieser drei Formen gab es in der gesamten Zeit des deutschen Kolonialreichs Konflikte: Einerseits wegen der Vertreibungen und Enteignungen, die die Anlage von Farmen und Plantagen auf gutem Boden mit sich brachte; andererseits wegen Profitmöglichkeiten, da die indigenen Bauern in direkter Konkurrenz zu Farmern und Plantagenbesitzern standen. Obwohl die Missionen zu Letzteren zählten, sprachen sie sich doch für ein indigenes Kleinbauerntum aus, um eine Proletarisierung zu verhüten, die mit einer Ausdehnung der Plantagen notwendig einherging.
Zur Verbesserung der Profitabilität der Kolonien setzte die Kolonialverwaltung auf die Förderung und Verbesserung der tropischen Landwirtschaft: Versuchs- und Lehrplantagen wurden errichtet, die auch der indigenen Bevölkerung offenstanden, außerdem wurde in den Usambara-Bergen das Biologisch-Landwirtschaftliche Institut Amani und im kamerunischen Victoria eine weitere landwirtschaftliche Forschungsstation errichtet.

#### Forstwirtschaft
Die forstlichen Aktivitäten unterschieden sich nach Kolonie. In drei der vier afrikanischen Kolonien gab es größere Rodungen, ebenso in Kiautschou. Deutsch-Südwestafrika war nur zu etwa 0,5 % mit Wald bedeckt (Namibia 2020: etwa 8 %) – dies ist wohl ein Mitgrund dafür, dass Deutsch-Südwestafrika die einzige deutsche Kolonie in Afrika war, für die keine größeren forstlichen Aktivitäten durch die Kolonisten dokumentiert wurden. Ebenfalls keine größeren forstlichen Aktivitäten gab es in der „Südsee“, trotz einer damaligen Bewaldung von etwa 80 % (Neuguinea) bzw. 45 % (Karolinen).

#### Infrastruktur und Verkehrswesen

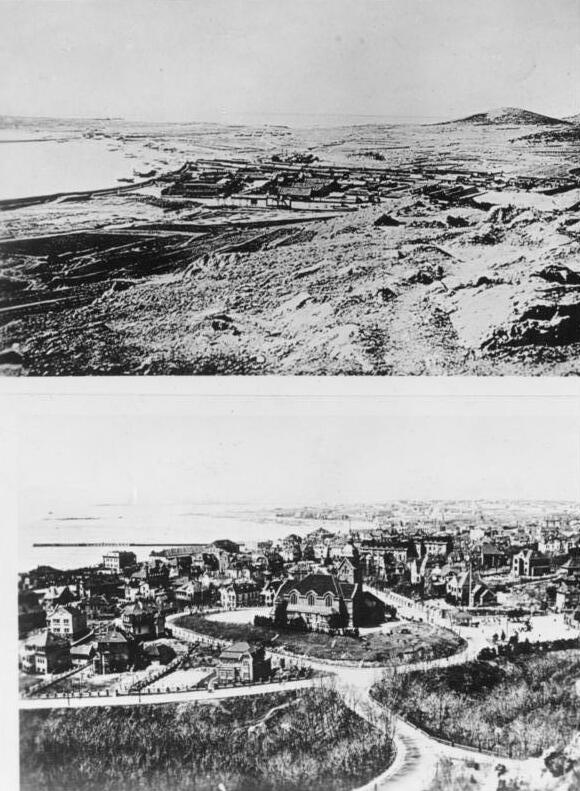
Tsingtau zu Beginn und am Ende der deutschen Kolonialzeit

Die deutschen Kolonien waren weitgehend ländlich geprägt. Die wenigen urbanen Gebiete lagen zumeist an den Hafenorten und Handelspunkten, vor allem an der ostafrikanischen Küste. Infrastrukturen im europäischen Sinne gab es kaum. Durch die kolonialen Eingriffe veränderten sich besonders an den Garnisonsorten und Verwaltungszentren die Siedlungsstrukturen. An der Küste von Südwestafrika entstanden mit Lüderitz und Swakopmund neue Städte. Ortschaften mit zuvor kaum mehr als Tausend Einwohnern, etwa Daressalam, Windhuk oder Tsingtau, erlebten ein rasantes Bevölkerungswachstum. Auf die dadurch herbeigeführten sozialen und hygienischen Missstände reagierten die Verwaltungen mit Regeln zur Straßenführung und Bauordnung sowie einer Siedlungsverteilung nach rassischen Kriterien.
Das entscheidende verkehrstechnische Element zwischen den Kolonien und Deutschland war die Schifffahrt. Nur durch das Schiff waren die Kolonien mit Deutschland verbunden, sowohl für den Güter- als auch für den Personenverkehr. Die wirtschaftliche Nutzung der Kolonien war schließlich Grund für ihren Erwerb und dafür mussten Schiffsverbindungen ausgebaut oder geschaffen werden. So wurde die Schifffahrt im Kolonialverkehr und die Hafenplätze in den Kolonien den wachsenden Bedürfnissen entsprechend angepasst. In Togo bestand beispielsweise anfangs, wie fast überall in den Kolonien, kein Hafen für Hochseeschiffe. Erst die Landungsbrücke in Lome schuf die Bedingungen für das sichere Be- und Entladen von europäischen Schiffen. Über die Schifffahrt waren die Kolonien gut mit Europa verbunden. So über die vom Staat geförderten Reichspostdampferlinien und die von privaten Reedereien betriebenen Linien wie die Rund-um-Afrika-Dienste, die in beiden Richtungen um Afrika herum Häfen anfuhren, und die deutschen afrikanischen Küstendienste der Deutschen Ost-Afrika Linie und der Woermann-Linie. Die Central-Afrikanische Seengesellschaft und die Deutsche Nyanza-Schiffahrtsgesellschaft betrieben mit Seglern einheimischer Bauart und kleinen Dampfern Binnenschifffahrt.
Mit der Gründung der Kolonien begann 1886 der Reichspostdampferverkehr zu den pazifischen Kolonien und 1890 wurde mit staatlicher Unterstützung die Deutsche Ostafrika-Linie gegründet für eine gesicherte Verbindung zu den Afrika-Kolonien. In den Kolonien wurden für den ständig steigenden Seeverkehr die Hafenanlagen entsprechend ausgebaut. Die Haupthäfen in den deutschen Kolonien waren Lome in Togo, in Kamerun Viktoria, Duala und Kribi, in Deutsch-Südwestafrika Lüderitz und Swakopmund, wobei in Südwestafrika wie in Lome Landungsbrücken gebaut wurden, da die buchtlose Küste keine geschützten Häfen zuließ. In Deutsch-Ostafrika Tanga und Daressalam, in Kiautschou Tsingtau, wo auch die Bagger I und II stationiert waren für die Hafenausbagerung, während der Bagger III in Swakopmund Dienst tat. In Deutsch-Neuguinea die Haupthäfen Friedrich-Wilhelmshafen, Rabaul und Jap neben einer Vielzahl von Hafenplätzen in der Inselwelt der pazifischen Kolonie. Samoa hatte verhältnismäßig die schlechtesten Hafenverhältnisse aufgrund seiner landschaftlichen Gestaltung. Der Haupthafen Apia war nur eine offene Reede und bei den häufigen Stürmen als Hafen eigentlich ungünstig, aber da Apia nun einmal der Haupthandelsplatz war, musste die schwierige Hafenlage in Kauf genommen werden.
Zur Sicherung der Seewege wurden Leuchttürme errichtet und Wetterstationen eingerichtet, die von der Deutschen Seewarte in Hamburg aus betrieben wurden. In Daressalam (Deutsch-Ostafrika), Duala (Kamerun) und Tsingtau (Kiautschou) wurden nach 1900 Schwimmdocks zur Wartung von Hochseeschiffen betrieben. Das Dock in Duala war Eigentum der Woermann-Linie, jene in Daressalam und Tsingtau gehörten dem Fiskus.

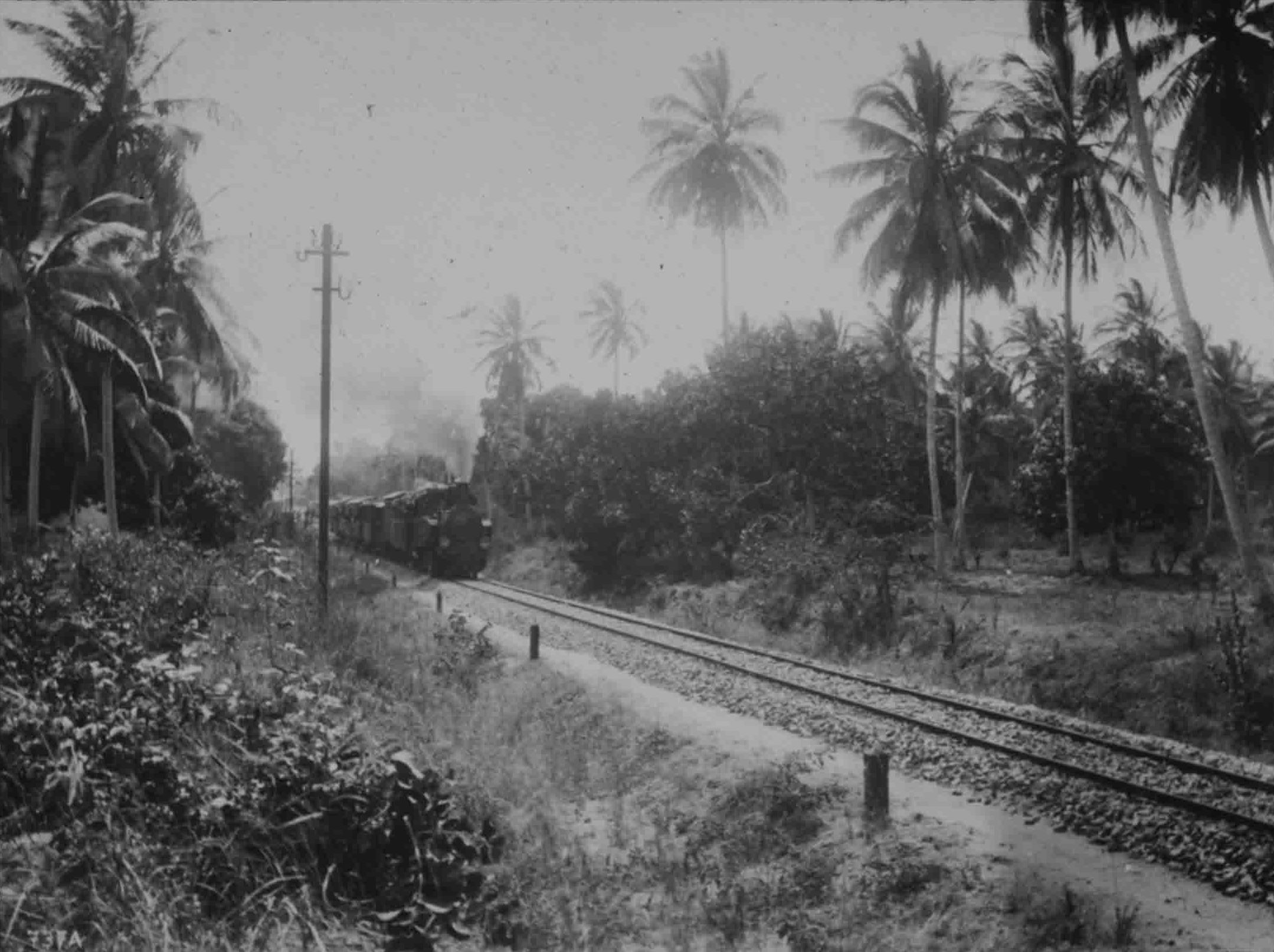
Bahnlinie von Tanga nach Moschi um 1915 in Deutsch-Ostafrika

Für den Massentransport an Land war auch in den Kolonien die Bahn das geeignete Transportmittel. In den deutschen Kolonien begann der Bahnbau allerdings erst gegen Ende des 19. Jahrhunderts. Der Grund dafür war einfach Geldmangel, da sich keine privaten Investoren für Bahnbauten in den Schutzgebieten fanden und der Reichstag keine Gelder für Bahnen in den Kolonien genehmigte. Erst nach der Jahrhundertwende besserte sich die Situation, und insbesondere mit dem Amtsantritt Dernburgs 1906 als Chef der Kolonialabteilung kam der Bahnbau in den Kolonien richtig in Gang, weil Dernburg von der Wichtigkeit der Bahnen für die wirtschaftliche Entwicklung der Kolonien überzeugt war. Was dann dem Bahnbau in den Schutzgebieten einen zusätzlichen Schub gab, war der unerwartet schnelle wirtschaftliche Erfolg der kolonialen Bahnlinien. Der Bahnbau in den Kolonien war aber stark abhängig von den landschaftlichen Verhältnissen. In Deutsch-Südwestafrika konnten Bahnen einfach und schnell gebaut werden, und das Land hatte bald auch aus militärischen Gründen ein gutes Bahnnetz. In Kamerun dagegen war wegen des riesigen Urwalds im Süden der Kolonie mit seinen Sümpfen und vielen Wasserläufen der Bahnbau teuer und technisch schwierig. 1914 waren einschließlich der Schantung-Bahn in China rund 6000 Kilometer Bahnen in den Kolonien fertiggestellt und viele Bahngroßprojekte waren in Angriff genommen, so in Togo die Verlängerung der Hinterlandbahn, in Kamerun die Verlängerung der Mittellandbahn, in Deutsch-Südwestafrika die Ambolandbahn in den Norden des Landes, in Deutsch-Ostafrika die Ruandabahn zu der volkreichen Residentur Ruanda, in Kiautschou die Kaumi-Hantschuang-Bahn zur Anbindung des südlichen Schantung an Tsingtau.
Der schnelle Ausbau der Bahnen seit Dernburgs Amtsantritt war entscheidend für den wirtschaftlichen Aufschwung der Kolonien. Es gab auch Konfliktpunkte beim Bahnbau, etwa welche Bahnstrecken zuerst angegangen werden sollten, da verschiedene Wirtschaftsinteressen dabei aufeinander stießen, etwa der jahrelange Streit ob die Südbahn oder die Mittellandbahn in Deutsch-Ostafrika zuerst oder überhaupt gebaut werden sollte, und weil diese Projekte enorm viele der sowieso schon wenigen Arbeitskräfte in den Kolonien banden. Die Plantagen brauchten dringend Arbeitskräfte und für den Warentransport mit Trägern überland brauchte man auch sehr viele Arbeitskräfte. Andererseits ermöglichte die Bahn den Plantagen eine billige Transportmöglichkeit für ihre Produkte und neue Gebiete wurden für die Plantagenwirtschaft mit den wachsenden Bahnlinien erschlossen. Jeder Kilometer neue Bahnstrecke in West- und Ostafrika verringerte auch den Bedarf an Trägern. Die Eisenbahnlinien waren schließlich entscheidend für den eintretenden wirtschaftlichen Erfolg der Kolonien (siehe auch Liste der deutschen Kolonialbahnen).

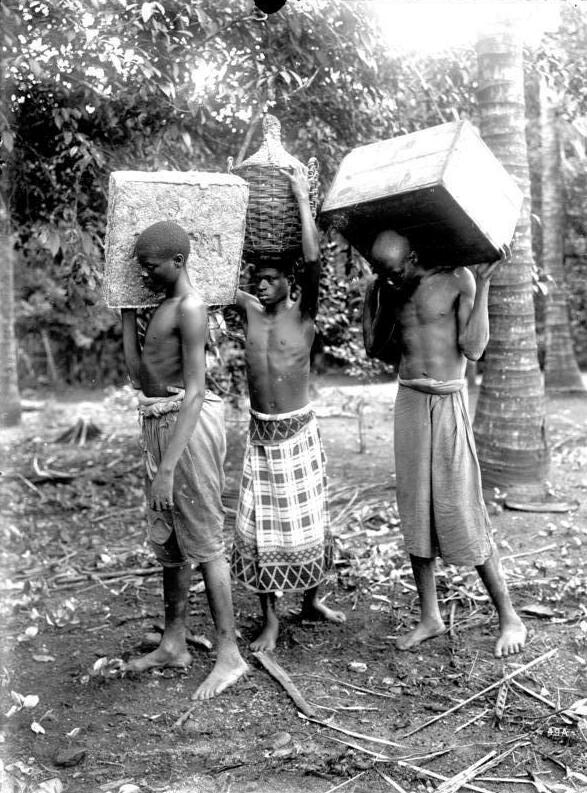
Lastenträger in Ostafrika. Photographie zwischen 1906 und 1916 aufgenommen von Walther Dobbertin.

Gleich mit dem Beginn des Erwerbs der deutschen Kolonien wurde mit dem Wegebau begonnen. Gebaut und erhalten wurde das koloniale Wegenetz aus der Arbeitsdienstpflicht der jeweils vor Ort ansässigen Bevölkerung. Für die Wirtschaft, für militärische Zwecke und für den Reiseverkehr war ein ausgebautes Netz von Fuß-, Reit- und Fahrwegen von großer Bedeutung. Je nach den Gegebenheiten waren als Zug- und Reittiere Ochsen, Pferde, Esel, Maultiere und Kamele im Einsatz. In West- und Ostafrika waren aber Zug- oder Tragtiere häufig nicht verwendbar, weil sie durch eine von der Tse-Tse-Fliege übertragene Tierseuche getötet wurden. So wurden dort menschliche Trägerkolonnen für den Warentransport eingesetzt, die natürlich auch auf gangbare Wege angewiesen waren. Ganze Dampfschiffe wurden, in Einzelteile zerlegt, bis zu ihrem Einsatzort auf den ostafrikanischen Seen von einheimischen Trägern geschleppt.
Noch heute berühmt ist die über 250 km lange Straße die vom Kolonialbeamten Franz Boluminski auf der Insel Neumecklenburg in Deutsch-Neuguinea angelegt wurde, der heutige (Boluminski Highway). Wegen eines Wegebauprojektes kam es sogar zu einem Aufstand der dafür zwangsverpflichteten Bevölkerung. Es war der Aufstand auf der Pazifikinsel Ponape 1910.
Kam das Fahrrad etwa ab dem Beginn des 20. Jahrhunderts in die Kolonien, ergab sich mit dem Beginn des Motorverkehrs das Problem entsprechend ausgebauter Straßen insbesondere für den Verkehr der schweren Lastwagen. Motorräder konnten ohne große Schwierigkeiten die vorhandenen Wege benutzen, aber schon mit Personenwagen begannen die Schwierigkeiten insbesondere bei allen Gewässerübergängen, denn die vorhandenen Brücken waren nicht für solche Belastungen ausgelegt. Deshalb begann man mit dem Bau von Straßen für Motorfahrzeuge. Der erste Versuch wurde schon Anfang des 20. Jahrhunderts im Süden von Deutsch-Ostafrika gemacht, als man versuchte den Hafen Kilwa-Kiwindje an der Indikküste durch eine Autostraße mit dem Njassasee im Südwesten des Landes zu verbinden. Wegen Geldmangels musste das Projekt aufgegeben werden, aber der Bauleiter der Straße, der Kolonialoffizier Paul Graetz, durchquerte als erster Mensch Afrika von 1907 bis 1909 von Daressalam/Ostafrika nach Swakopmund/Südwestafrika mit einem Kraftfahrzeug. Die neue Infrastrukturaufgabe des Autostraßenbaus musste auch finanziert werden. So erhöhte etwa die Kolonie Kamerun im September 1913 für den weiteren Ausbau von Autostraßen die Einfuhrzölle. 1914 waren aber noch sehr wenige Personenwagen und Lastwagen in den deutschen Kolonien vorhanden. Immerhin wurde 1912 in der Kolonie Kiautschou der Automobil-Club Tsingtau gegründet, ein Ortsclub des damaligen Kaiserlichen Automobil-Clubs, dem heutigen Automobilclub von Deutschland.
Das deutsche Postwesen wurde mit Beginn des Erwerbs der Kolonien auf die Kolonien ausgedehnt und nicht zufällig hießen die seit 1886 vom Reich mitfinanzierten Schiffslinien in die Kolonien Reichspostdampfer. Neben der Ausweitung der üblichen Postdienste in, nach und aus den Kolonien traten später Telegraphie und Telefon, die ebenfalls von der Reichspost betrieben wurden.
In den Jahren vor dem Ersten Weltkrieg wurden Kolonialfunkstellen errichtet, um unabhängiger von internationalen Unterseekabeln zu werden. Seit 1912 wurde vom Deutsch-Südwestafrikanischen Luftfahrerverein und aus Mitteln der Nationalflugspende das Flugwesen in den deutschen Kolonien aufgebaut sowie die ersten Flugplätze geschaffen. Der Aufbau des Funknetzes war bis zum Ersten Weltkrieg so weit gediehen, dass auf den kurzen Strecken innerhalb der Kolonien seit Jahren der Betrieb lief, während die Langstreckenfunkstationen zwischen Afrika und der Funkstation Nauen bei Berlin im Probebetrieb waren. Die Fliegerei in den deutschen Kolonien war bei Kriegsbeginn noch in den Anfängen.

#### Ökonomische Bilanz

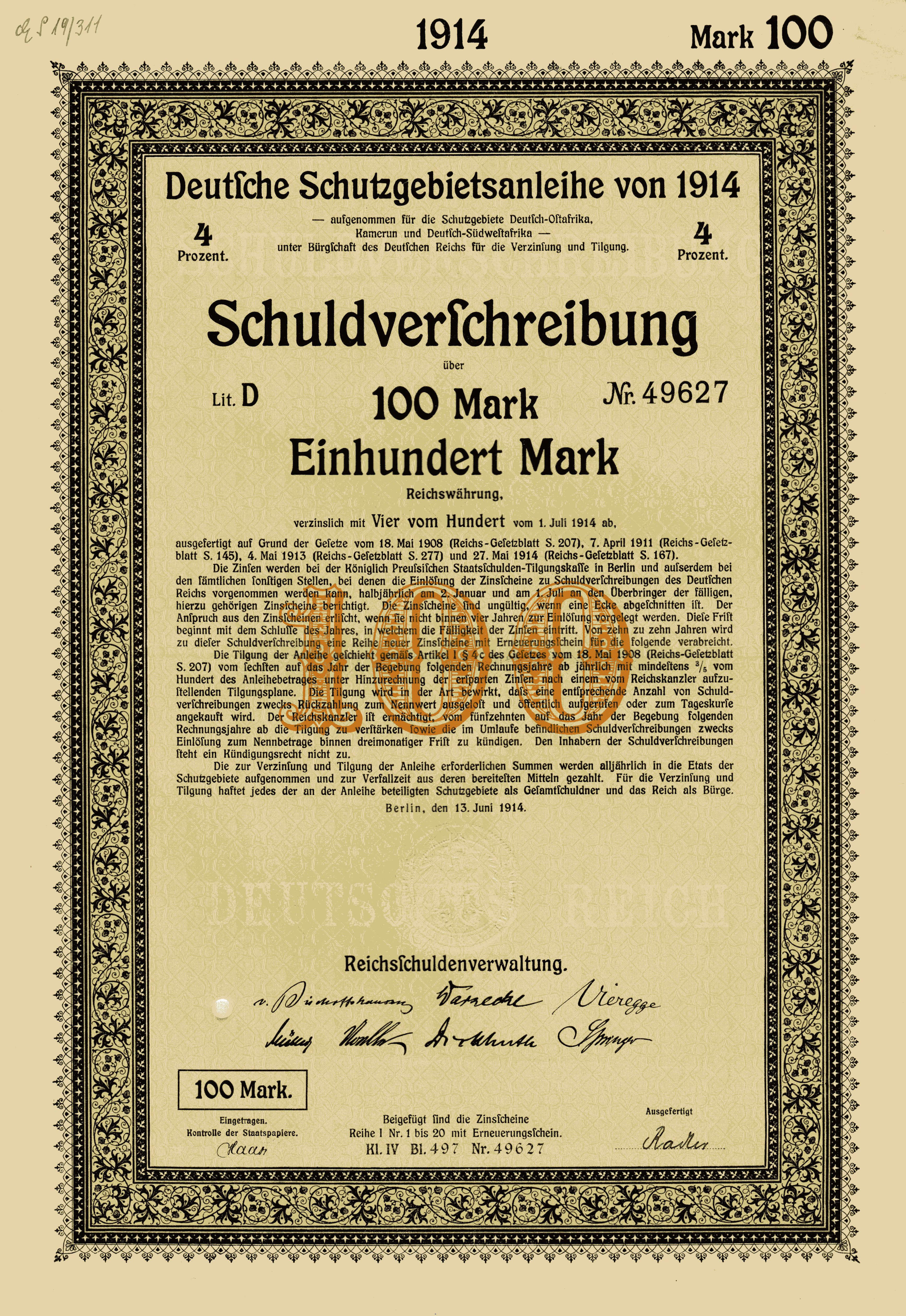
Deutsche Schutzgebietsanleihe über 100 Mark vom 13. Juni 1914 für die Schutzgebiete Deutsch-Ostafrika, Kamerun und Deutsch-Südwestafrika

Volkswirtschaftlich gesehen waren die deutschen Kolonien ein Verlustgeschäft. Lediglich die kleinsten und wirtschaftlich unbedeutendsten Kolonien Samoa und Togo erwirtschafteten in den letzten Jahren der deutschen Herrschaft einen geringen Überschuss. Alle anderen Kolonien hatten gegenüber dem Reich eine passive Handelsbilanz, das heißt der Wert der Güter, die aus Deutschland in diese Kolonien geliefert wurden (Konsumgüter für die Deutschen in den Kolonien, Textilien, Metallwaren, Alkohol und Waffen zum Tauschhandel mit der indigenen Bevölkerung, Investitionsgüter zum Aufbau der Infrastruktur), überstieg den Wert der Lieferungen aus den Kolonien nach Deutschland zum Teil drastisch. Hinzu kam, dass sich die Kolonien finanziell nicht selber trugen. Im Allgemeinen bildete jede Kolonie ein abgeschlossenes Zollgebiet mit einem eigenen Zolltarif. Der weitaus größte Teil der Zolleinnahmen kam aus den Einfuhrzöllen. Nur in Deutsch-Südwestafrika gab es dank der Diamantenexporte mehr Einnahmen aus den Ausfuhrzöllen. Weil die Steuer- und die Zolleinnahmen, die Deutschland mit den Kolonien erwirtschaftete, unter den Kosten für die Verwaltung und die Aufstandsbekämpfung blieben, waren die meisten deutschen Kolonien Zuschussprojekte der Reichskolonialverwaltung. Besonders teuer waren das aufstandsgeplagte Südwestafrika und das infrastrukturintensive Kiautschou. Ausnahmen waren wieder Togo und Samoa.
Mit dem Ende der Kolonialkriege und der neuen Kolonialpolitik seit 1905, dem allgemeinen Infrastrukturausbau und der Ausweitung der wirtschaftlichen Aktivitäten in den Schutzgebieten, verbesserte sich die finanzielle Lage der Kolonien erheblich und entwickelte sich hin zu einem Ausgleich von Einnahmen und Ausgaben. In den afrikanischen Kolonien betrug der Außenhandel 1904 an Einfuhren 40.672.000 Reichsmark und an Ausfuhren 20.821.000 Reichsmark. 1908 erreichten die Einfuhren 84.264.000 Reichsmark und die Ausfuhren 37.726.000 Reichsmark. 1912 führten die afrikanischen Schutzgebiete für 128.478.000 Reichsmark ein und für 103.748.000 Reichsmark aus. Die Entwicklung ist also deutlich absehbar.
In der Gesamtbilanz des deutschen Außenhandels spielten die Kolonien eine vernachlässigbare Rolle: Der Handelsverkehr mit ihnen machte 1914 nicht einmal 2,5 % des gesamten deutschen Außenhandels aus. Eine Förderung des Kolonialhandels erfolgte nicht, die Kolonien wurden als zollpolitisches Ausland behandelt. Der Import aus den Kolonien betrug nicht einmal ein halbes Prozent der gesamten deutschen Einfuhr. Die Produkte, die man aus den Kolonien ins Deutsche Reich importierte, deckten meist nur einen sehr geringen Teil des Inlandsbedarfs. Sie konnten die Stellung des Deutschen Reiches auf dem Weltmarkt, abgesehen von Kupfer und Diamanten aus Deutsch-Südwestafrika, weder stärken noch nachhaltig verändern. Die Kolonien bildeten daher keine Konjunkturstütze. Privatwirtschaftlich konnten einzelne Investoren, etwa die Deutsche Handels- und Plantagengesellschaft, die die Kopra-Ausfuhr aus Neuguinea kontrollierte, jedoch große Gewinne verzeichnen.

## Nachgeschichte

### Deutscher Kolonialismus nach 1918
In Deutschland bestand nach dem Ersten Weltkrieg ein breiter Konsens, dass die erzwungene Abtretung der Kolonien Unrecht sei und man ein Recht auf die Kolonien habe. Nahezu alle Parteien der am 19. Januar 1919 gewählten Weimarer Nationalversammlung stimmten am 1. März 1919, also noch während der Friedensverhandlungen, einer Resolution zu, in der die Rückgabe der Kolonien gefordert wurde. Einzig sieben Abgeordnete von der USPD stimmten dagegen. Als besonders empörend wurde der Vorwurf empfunden, dass Deutschland auf dem Gebiet der sogenannten „Zivilisierung“ der von ihm unterworfenen fremden Völker versagt hätte, die im deutschen kolonialistischen Legitimationsdiskurs eine zentrale Rolle gespielt hatte. Es nutzte nichts: Im Ergebnis des Friedensvertrags von Versailles musste Deutschland seine Kolonien aufgeben. Mit Ausnahme von Deutsch-Südwestafrika, wo heute noch deutsche Siedler leben (siehe Deutschnamibier), mussten alle Deutschen die Kolonien verlassen.

#### Weimarer Republik

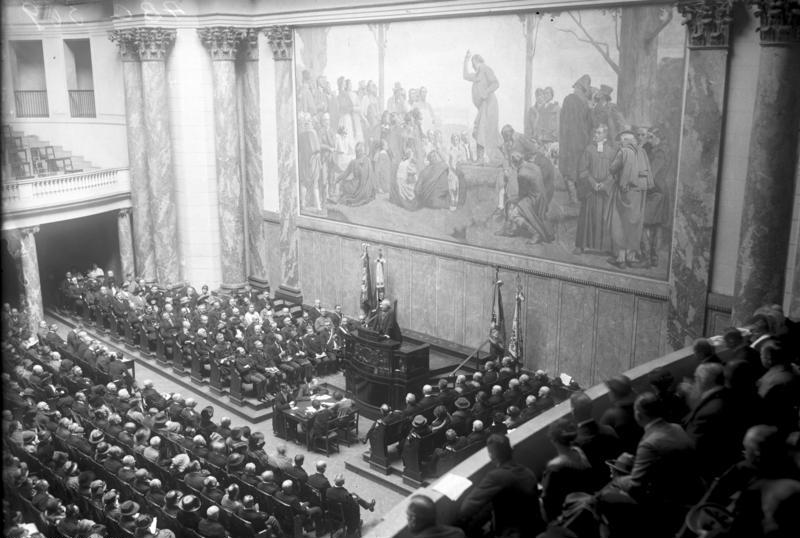
Kolonialgedenktag am 24. April 1924 in der Friedrich-Wilhelms-Universität: 40 Jahre nach der Schutzerklärung über Südwestafrika.

Schon in der Frühphase der Weimarer Republik wurden Stimmen laut, die sich die Kolonien zurückwünschten, unter ihnen Konrad Adenauer, damals Bürgermeister von Köln. Adenauer war 1931–1933 Stellvertretender Präsident der Deutschen Kolonialgesellschaft. Ab 1924 bestand im Außenamt eine Kolonialabteilung. Geleitet wurde sie von Edmund Brückner, dem ehemaligen Gouverneur Togos. Nach Brückners Richtlinien galt die Rückgabe der Kolonien Togo und Kamerun sowie Deutsch-Ostafrikas als am wahrscheinlichsten. 1925 gründete sich die Dachorganisation Koloniale Reichsarbeitsgemeinschaft (Korag) aus der über diverse Zwischenschritte 1933 der Reichskolonialbund hervorging. Ebenfalls 1925 schuf der ehemalige Kolonialminister im Kabinett Philipp Scheidemanns, Johannes Bell, die „Interfraktionelle koloniale Vereinigung“, der Parteimitglieder von der NSDAP bis zur SPD angehörten. 1925 kehrten einige Siedler auf ihre Plantagen in Kamerun zurück, die sie im Jahr zuvor mit Finanzhilfe des Auswärtigen Amtes ersteigert hatten.
Die meisten Deutschen fühlten sich nicht schuldig im Sinne der Behauptungen im Versailler Vertrag, und viele sahen die Übernahme der Kolonien durch die Alliierten als Diebstahl an, vor allem nachdem der südafrikanische Premierminister Louis Botha ausnahmslos alle Behauptungen, die von den Alliierten während des Krieges über die Deutschen als Kolonialherren aufgestellt wurden, als haltlos und erfunden bezeichnete. Deutsche Kolonialrevisionisten sprachen von einer „Kolonialen Schuldlüge“.
Das Deutsche Reich unterstützte in den 1920er Jahren Kolonialunternehmen mit staatlichen Darlehen, und 1924 gelang mit staatlicher finanzieller Hilfe der Rückerwerb der meisten Pflanzungen in Kamerun. In Erwartung der Wiedererlangung der Kolonien wurde 1926 mit Unterstützung des Reiches die Koloniale Frauenschule Rendsburg gegründet. 1931 wurde an der Forstlichen Hochschule Tharandt das Institut für ausländische und koloniale Forstwirtschaft gegründet.

#### Zeit des Nationalsozialismus
Nach der Machtübernahme der NSDAP wurden im nationalsozialistischen Deutschland verschiedene Anstrengungen unternommen, die kolonialpolitischen Bestimmung des Versailler Vertrags zu revidieren und die Kolonien zurückzubekommen. Die NSDAP richtete 1934 ein eigenes Kolonialpolitisches Amt ein, das zunächst von Heinrich Schnee, dann von Franz Ritter von Epp geleitet wurde und eine rege Tätigkeit aufnahm. Zu einer erneuten Kolonialisierung in Übersee kam es jedoch nicht. Welche Rolle der Kolonialismus in der Politik Adolf Hitlers tatsächlich spielte, ist in der Forschung umstritten.

#### Bundesrepublik
In der Politik der Bundesrepublik spielten die ehemaligen deutschen Kolonien kaum eine Rolle, wenngleich zumindest gelegentlich die Kontinuität zwischen dem „deutschen Kolonialidyll“ und der jungen Bonner Republik betont wurde und sich die Bundesrepublik gegenüber den afrikanischen Ländern durchaus erfolgreich als „kolonial unbelastet“ inszenierte. Zu ernstzunehmenden politischen Vorstößen, die deutschen Kolonien zurückzugewinnen, kam es aufgrund der völlig veränderten politischen Prioritäten nicht.
Im April 1954 forderte der Vorsitzende des Bundestagsausschusses für Außenhandelsfragen, Reinhold Friedrich Bender (CDU), von der UNO die Übertragung der Treuhandschaft einer afrikanischen Kolonie auf die Bundesrepublik. Auch innerhalb der afrikanischen Freiheitsbewegung kam es im Rahmen der Dekolonisation vereinzelt zu entsprechenden Anregungen. Ende 1952 schlugen Vertreter der Ewe dem UN-Treuhandrat vor, Deutschland möge die durch Großbritannien und Frankreich verwalteten Landeshälften wieder vereinen und in die Unabhängigkeit führen (siehe auch Deutscher Togobund). Die Initiative wurde nicht aufgegriffen. Bestrebungen, den Kolonialkrieger-Bund nach dem Zweiten Weltkrieg wiederzubeleben, führten 1955 in Hamburg zur Gründung des „Verbandes ehemaliger Kolonialtruppen“, aus dem der heute noch existierende „Traditionsverband ehemaliger Schutz- und Überseetruppen“ hervorging.
Letzte Reste der schutzgebietsbezogenen Gesetzgebung überdauerten bis zum gesetzlichen Auslaufen der „Kolonialgesellschaften“ 1975 und steuerrechtlichen Anpassungen 1992 (siehe auch Kolonialrecht). Weiterhin zeugen Kolonialdenkmäler, Straßennamen und Gebäude von der deutschen Kolonialgeschichte. Vielerorts gibt dies Anlass zu Diskussionen um die Erinnerungskultur sowie zu Forderungen nach Umwidmung oder Umbenennung.
Vertreter der Volksgruppen der Herero und Nama, deren Vorfahren in den Jahren 1904 bis 1908 zu Zehntausenden in der deutschen Kolonie Deutsch-Südwestafrika, dem heutigen Namibia, getötet wurden, reichten in den USA Klage gegen Deutschland ein. Ein Bezirksgericht in New York gab im Januar 2017 einer Sammelklage gegen die deutsche Regierung statt. Die Klageschrift spricht von über 100.000 Todesopfern. Dieser Kolonialkrieg gilt als der erste Völkermord des 20. Jahrhunderts. Im März 2017 wurde außerdem bekannt, dass die Regierung in Windhoek eine Klage gegen Deutschland vor dem Internationalen Gerichtshof in Den Haag prüft. In diesem Zusammenhang war von einer Entschädigungssumme von 30 Milliarden Dollar die Rede. Nachdem Ende 2015 ein Aufarbeitungsdialog zwischen Deutschland und Namibia begonnen hatte, wurde schließlich im Mai 2021 eine Gemeinsame Erklärung veröffentlicht mit dem Titel „United in remebrance of our colonial past, united in our will to reconcile, united in our vision of the future“. Darin bekennt sich Deutschland u. a. zur Einschätzung der damaligen Gewalttaten als „Völkermord aus heutiger Sicht“ (Nr. 10), was jedoch Kritiker als unzureichend einschätzen.
Mit der Herausgabe der Aufsatzsammlungen zu den Themen Kolonialismus (2012) und Deutsche Kolonisationsgeschichte (2019) hat die Bundeszentrale für politische Bildung die „Aufarbeitung des Kolonialismus in politischer, juristischer und psychologischer Hinsicht“, wie die Herausgeberin Asiye Öztürk es formulierte, einem breiteren Leser- und Studienkreis eröffnet. 2015 haben die Heinrich-Heine-Universität in Düsseldorf und die Université de Dschang (Kamerun) ein gemeinsames Forschungsprojekt Koloniale Verbindungen vereinbart, dessen Ergebnisse zwei Jahre darauf in einer Ausstellung in Düsseldorf vorgestellt wurden.
Danach wanderte die Ausstellung nach Dschang sowie in weitere deutsche Städte, wo sie jeweils durch örtliche Besonderheiten ergänzt wurde. Zum Abschluss erschien noch ein Dokumentationsband.

### Heutige Beziehungen zu den ehemaligen Kolonien

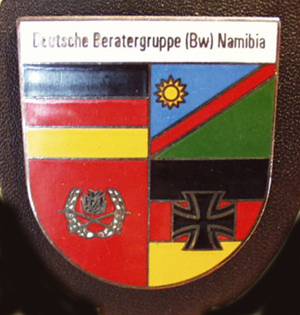
Emblem einer in Namibia stationierten Beratergruppe der Bundeswehr

Deutschland besitzt keine besonderen Beziehungen zu seinen ehemaligen Kolonien, mit Ausnahme von Namibia, in dem es die höchste Pro-Kopf-Entwicklungszusammenarbeit von Deutschland in Afrika gibt. Die Namibische Armee steht in enger Zusammenarbeit mit der deutschen Bundeswehr im Rahmen einer in Namibia stationierten Beratergruppe. Die deutsche Sprache existiert im Gegensatz zum Englischen und Französischen nicht mehr als Amtssprache in den ehemaligen Kolonien. Als Umgangssprache existiert noch die deutsche Sprache in Namibia, wo es circa 20.000 deutschsprachige Bewohner gibt. Ferner ging die deutsche Sprache vereinzelt in anderen Sprachen auf, etwa dem Unserdeutsch, das im Südpazifik nur noch wenige Menschen beherrschen. Deutschland kooperiert wirtschaftlich und kulturell mit vielen Ländern in Afrika, Asien und im Pazifik, unabhängig von seiner Kolonialgeschichte.

## Liste der Kolonien des Deutschen Kaiserreiches

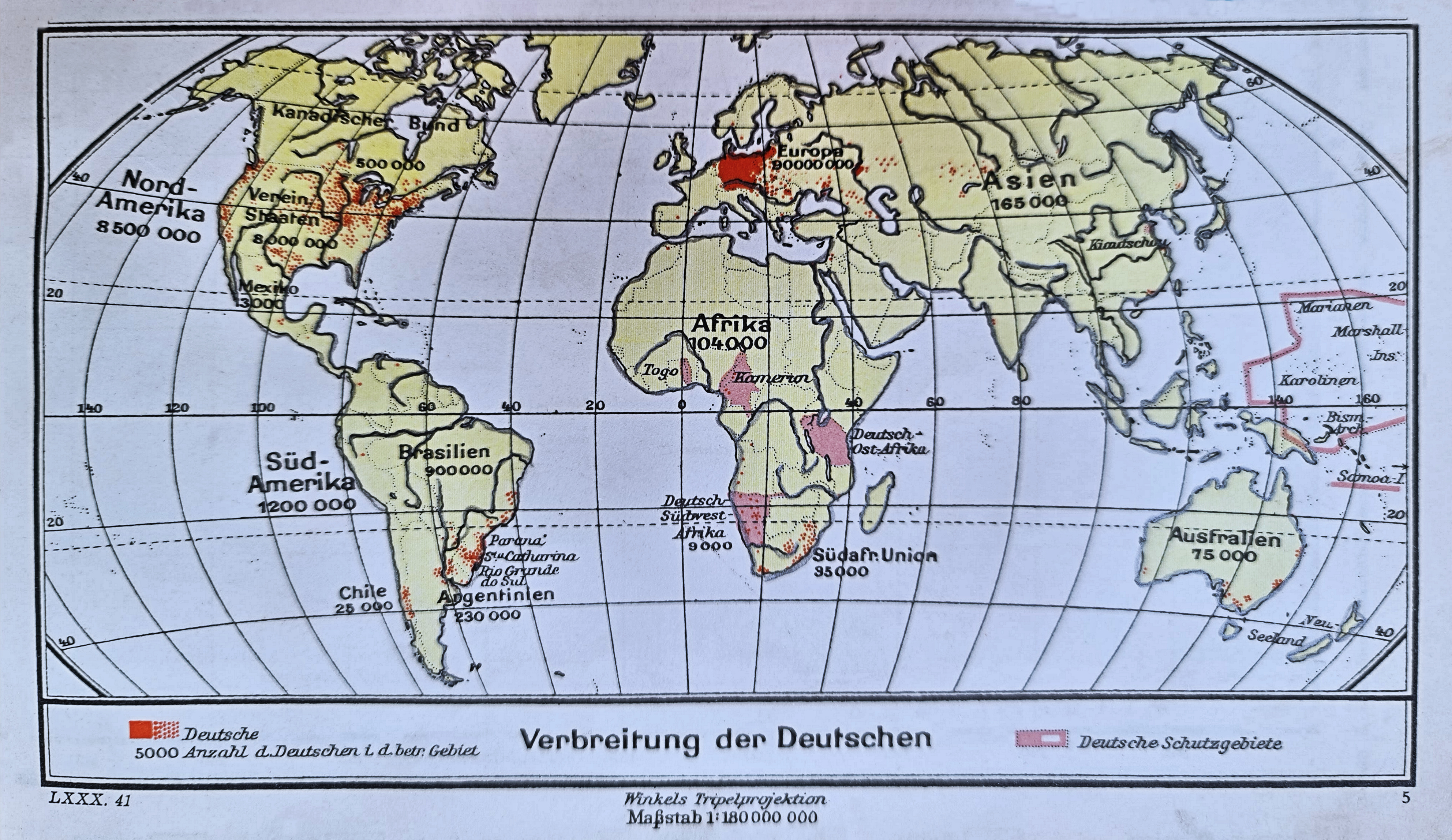
Verbreitung der Deutschen
Diercke Schulatlas, 80. Aufl., 1941

In den Jahren 1884 und 1885 schlossen deutsche Reisende in Südwest- und Ostafrika rechtlich zweifelhafte „Schutzverträge“ ab, die gleichwohl durch die Anerkennung der deutschen Reichsregierung offiziellen Status erlangten. Zudem ließ das Deutsche Reich auf Betreiben von Unternehmern Gebiete in Westafrika und im Pazifik direkt „unter Schutz stellen“. Mehreren Gebieten wurde dieser Status jedoch verwehrt oder bald wieder entzogen. Auch nach 1885 kam es zu Grenzabkommen und Gebietsabtretungen bzw. -verpachtungen, die im Falle von Kiautschou und Samoa weitere Kolonien begründeten.

### Gebietserwerbungen mit Schutzbriefen und Verträgen

Kolonien in Afrika (1914)

Kolonien und Einflusszonen in Ostasien und Ozeanien um 1914

1. Deutsch-Südwestafrika (hervorgegangen aus dem Lüderitzland), 1884 bis 1919, erworben durch Adolf und August Lüderitz (heute Namibia, Südrand des Caprivizipfels an Botswana)
2. Deutsch-Westafrika, erworben oder bestätigt durch Gustav Nachtigal
  1. Togo, 1884 bis 1919 (ab 1905 Togo genannt, heute Togo, Ghana-Ostteil)
  2. Kamerun, 1884 bis 1919, bestehend aus Alt- und Neukamerun (heute Kamerun, Nigeria-Ostteil, Tschad-Südwestteil, Zentralafrikanische Republik-Westteil, Republik Kongo-Nordostteil, Gabun-Nordteil)
  3. Kapitaï und Koba, vom Kaufmann Friedrich Colin und seinem Agenten Louis Baur 1884 erworbene Ansprüche auf Teile des späteren Französisch-Guinea, aber deutscher Verzicht zugunsten Frankreichs 1885
  4. Mahinland, durch G. L. Gaiser erworbenes, östlich von Lagos gelegenes Gebiet an der westafrikanischen Küste, das am 11. März 1885[163] unter deutschen Reichsschutz gestellt wurde, jedoch bereits am 24. Oktober 1885 an England abgetreten wurde (heute Nigeria)[164][165]
3. Deutsch-Ostafrika, 1885 bis 1919, erworben durch Carl Peters (heute Tansania, Ruanda, Burundi, Kionga-Dreieck in Mosambik)
4. Deutsch-Witu, 1885 bis 1890, erworben durch die Gebrüder Gustav und Clemens Denhardt (heute südliches Kenia)
5. Deutsch-Somaliküste, 1885 bis 1888, Ansprüche erworben durch Gustav Hörnecke, Claus von Anderten und Karl Ludwig Jühlke (heute Teil von Somalia)
6. Deutsche Schutzgebiete in der Südsee
  1. Deutsch-Neuguinea (hervorgegangen aus dem Verwaltungsgebiet der Neuguinea-Kompagnie), erworben durch Otto Finsch
    1. Kaiser-Wilhelms-Land, 1885 bis 1919 (heute Teil von Papua-Neuguinea)
    2. Bismarck-Archipel, 1885 bis 1919 (heute Teil von Papua-Neuguinea)
    3. Marshallinseln, 1885 bis 1919 (separates Schutzgebiet bis 1906, unabhängig seit 1990)
    4. nördliche Salomon-Inseln (Bougainville, Buka), 1886 bis 1919 (heute Teil von Papua-Neuguinea)
    5. Teil der südlichen Salomon-Inseln (Choiseul, Ysabel), 1886 bis 1899 (heute Salomonen)
    6. Nauru, 1888 bis 1919 (unabhängig seit 1968)
    7. nördliche Marianen, 1899 bis 1919 (heute als Nördliche Marianen Teil der Außengebiete der Vereinigten Staaten, Marianen)
    8. Palauinseln, 1899 bis 1919 (unabhängig seit 1994)
    9. Karolinen (als Ost- und Westkarolinen verwaltet, Teil Mikronesiens), 1899 bis 1919 (unabhängig seit 1990)
    10. Die Inseln Sonsorol, Merir, Pulo Anna, Tobi und das Helen-Riff, 1901 bis 1919 (mit den Palauinseln unabhängig seit 1994)

  2. Deutsche Samoa-Inseln, 1900 bis 1919 (heute unabhängiger Staat Samoa)
    1. Savaiʻi
    2. Upolu
7. Deutsche Besitzungen in China
  1. Deutsche Konzession in Hankau von 1895 bis 1919
  2. Deutsche Konzession in Tientsin von 1895 bis 1919
  3. Kiautschou, 1898 bis 1919, erkundet durch Georg Franzius und besetzt durch Otto von Diederichs (heute Teil der Volksrepublik China). Verwaltungssitz war die Stadt Tsingtao. Kiautschou war genau genommen keine Kolonie, sondern ein Pachtgebiet des Deutschen Reiches, das von China für 99 Jahre gepachtet wurde. Der deutsche Kaiser Wilhelm II. erklärte aber am 27. April 1898 Kiautschou zum deutschen Schutzgebiet.

### Gebietserwerbungen ohne Reichsschutz oder Rechtsgültigkeit
1. Deutsche Kolonialbestrebungen in Südostafrika (heute Teile Südafrikas):
  1. Santa Lucia Bay (ehemals Königreich Zululand), von August Einwald und Adolf Schiel im Namen von Adolf Lüderitz am 13. November 1884 vertraglich erworben, aber am 5. Mai 1885 endgültig als britische Interessensphäre anerkannt[166][167]
  2. Pondoland, Region, die der badische Leutnant Emil Nagel 1885 zu erwerben versuchte, ohne Reichsschutz zu erhalten[168][169][170]
2. Makada und Mioko, Inseln im Bismarck-Archipel, auf denen der deutsche Korvettenkapitän Bartholomäus von Werner 1878 für das Deutsche Reich Häfen erwarb, die erst 1884 unter Reichsschutz gestellt wurden[171][172][173]
3. Nokki, Ort am südlichen Ufer des Kongo-Unterlaufs.[174] Das kleine Gebiet „erwarb“ Eduard Schulze im Zuge der deutschen Kongoexpedition von 1884/85, an der auch Richard Kund und Hans Tappenbeck teilnahmen.[175] Eine Flaggenhissung am 12. Dezember 1884 sollte es der Afrikanischen Gesellschaft in Deutschland sichern.[176][177] Die Association internationale du Congo trat das Gebiet Anfang 1885 ab.[178] Bismarck, gerade Gastgeber der Kongokonferenz, missbilligte die Expedition und entzog der Gesellschaft die finanzielle Unterstützung durch den Afrikafond.[179]
4. Westafrikanische Gebiete, für die 1895 im Zuge der Togo-Hinterlandexpedition unter Leitung von Hans Gruner nicht-ratifizierte Schutzverträge abgeschlossen wurden, die international keine Anerkennung fanden:[180]
  1. Gurma, ein Reich der Gourmantché im heutigen Burkina Faso. Die Provinzherrscher von Pama und Matschakuale schlossen im Januar 1895 Verträge mit Ernst von Carnap-Quernheimb und nahmen die deutsche Flagge an. Gaston Thierry begann mit dem Aufbau einer Verwaltung in Pama und eines Postens in Matschakuale. Im Juli 1897 wurde das Gebiet jedoch Frankreich zugeschlagen, das parallel einen Vertrag in Fada N’Gourma geschlossen hatte. Das Gebiet wurde Teil der Kolonie Obersenegal und Niger.[181]
  2. Gando, ein Reich der Fulbe im heutigen Niger und Nigeria. Emir `Umaru Bakatara dan Khalilu gewährte Hans Gruner Anfang April 1895 in seiner Residenz Gando eine Audienz, die in Vertragsverhandlungen mündete. Der Darstellung Gruners zufolge unterzeichnet der Emir dabei einen Schutzvertrag mit dem Deutschen Reich.[182] Spätere Forschungen ergaben jedoch, dass der Vertragstext nachträglich verändert wurde.[183]
5. Gebiete in der späteren Provinz Katanga, die Paul Reichard für Deutschland zu erwerben versuchte, aber von der deutschen Regierung dem Kongo-Freistaat zuerkannt wurden, so dass sie den im Februar 1886 erbetenen Reichsschutz ablehnte.[184][185]
6. Im Juni 1886 wurden die Komoren-Inseln durch Dr. Carl Schmidt für die Deutsch-Ostafrikanische Gesellschaft (DOAG) durch Kauf erworben und eine DOAG-Station auf den Inseln eröffnet und Dr. Aurel Schulz erwarb Rechtstitel für die Gesellschaft im südwestlichen Madagaskar. Das Reich lehnte die Ausdehnung seiner Schutzherrschaft über diese Gebiete ab, solange die DOAG keine Verwaltung in diesen Gebieten geschaffen habe. Aus Kapitalmangel konnte die Gesellschaft auf den Komoren und im südwestlichen Madagaskar keine Verwaltung aufbauen und so wurde diesen Gebieten auch kein Reichsschutz gewährt.[186]
7. Bäreninsel, Eismeer: 1898/99 private deutsche Inbesitznahme der Insel durch Theodor Lerner mit Vorbereitung vom Deutschen Reich, im Jahre 1899 die Insel als Kolonie zu übernehmen, worauf auch Russland Anspruch auf die Insel erhob und man sich einigte, dass keine Seite die Insel beanspruchen dürfe.
8. Farasan-Inseln im Roten Meer, zum Osmanischen Reich gehörend, vom Admiralstab der deutschen Marine beansprucht und im Oktober 1899 eine bewachte Kohlenstation dort angelegt zur Versorgung der deutschen Kriegsschiffe auf dem Weg nach Ostasien. Von der deutschen Regierung Erwerb abgelehnt und im Oktober 1902 die Entscheidung auf den Verzicht auf die Inseln der Regierung in Konstantinopel mitgeteilt.[187]
9. Nyassaland, der nördliche Teil der portugiesischen Kolonie Mosambik, wurde im Mai 1914 von einem deutschen Bankenkonsortium erworben und sollte dem deutschen Kolonialreich zugeschlagen werden. Durch den Ausbruch des Ersten Weltkrieges kam es nicht mehr dazu.

## Film und Fernsehen
- Die Reiter von Deutsch-Ostafrika. Spielfilm, Deutschland 1934.
- Carl Peters. Spielfilm, Deutschland 1941.
- Germanin – Die Geschichte einer kolonialen Tat. Spielfilm, Deutschland 1943.
- Brüll den Teufel an. Spielfilm, Vereinigtes Königreich 1976.
- Omaruru. Fernsehserie (26 Folgen in 2 Staffeln). Deutschland 1976/77.
- Morenga. Fernsehfilm, Deutschland 1985.
- Das Weltreich der Deutschen. Dokumentationsreihe (3 Folgen). Deutschland 2010.
- Der vermessene Mensch. Spielfilm 2023 über Deutsch-Südwestafrika.

### Einführungen, Überblicke, Bildbände
- Sebastian Conrad: Deutsche Kolonialgeschichte. 5. Auflage. Beck, München 2023, ISBN 978-3-406-80732-9.
- Karlheinz Graudenz, Hanns-Michael Schindler: Die deutschen Kolonien. (zuerst 1982) Weltbildverlag, Augsburg 1994, ISBN 3-89350-701-9.
- Gisela Graichen, Horst Gründer, Holger Diedrich: Deutsche Kolonien – Traum und Trauma. Ullstein, Berlin 2005, ISBN 3-550-07637-1.
- Horst Gründer, Hermann Joseph Hiery (Hrsg.): Die Deutschen und ihre Kolonien – Ein Überblick. be.bra Verlag, Berlin 2017, ISBN 978-3-89809-137-4.
- Horst Gründer: Geschichte der deutschen Kolonien. 8. aktualisierte Auflage. Schöningh, Paderborn 2023, ISBN 978-3-8252-5996-9.
- Thomas Höpker, Jürgen Petschull: Der Wahn vom Weltreich. Die Geschichte der deutschen Kolonien. Manfred Pawlak Verlag, Herrsching 1986, ISBN 3-88199-315-0.
- Bernd G. Längin: Die deutschen Kolonien – Schauplätze und Schicksale 1884–1918. Mittler, Hamburg/Berlin/Bonn 2004, ISBN 978-3-8132-0821-4.
- Heinrich Schnee (Hrsg.): Deutsches Kolonial-Lexikon. 3 Bände. Quelle & Meyer, Leipzig 1920, DNB 560898940 (Online).
- Winfried Speitkamp: Deutsche Kolonialgeschichte. Reclam, Stuttgart 2005, ISBN 3-15-017047-8.
- Hans Georg Steltzer: Die Deutschen und ihr Kolonialreich. Societäts-Verlag, Frankfurt am Main 1984, ISBN 3-7973-0416-1.

### Breitere Darstellungen, Spezialthemen
- Carlos Alberto Haas u. a. (Hrsg.): Das Auswärtige Amt und die Kolonien: Geschichte, Erinnerung, Erbe. C.H. Beck, München 2024, ISBN 978-3-406-80713-8.
- Ulrich van der Heyden, Joachim Zeller (Hrsg.): „… Macht und Anteil an der Weltherrschaft.“ Berlin und der deutsche Kolonialismus. Unrast-Verlag, Münster 2005, ISBN 3-89771-024-2.
- Ulrich van der Heyden (Hrsg.): Studien zur Geschichte des deutschen Kolonialismus in Afrika. Festschrift zum 60. Geburtstag von Peter Sebald. Centaurus-Verlagsgesellschaft, Pfaffenweiler 1995, ISBN 978-3-89085-939-2.
- Hermann Joseph Hiery (Hrsg.): Die deutsche Südsee 1884–1914. Ein Handbuch. 2., durchgesehene und verbesserte Auflage. Ferdinand Schöningh, Paderborn 2002, ISBN 3-506-73912-3.
- Hermann Joseph Hiery (Hrsg.): Bilder aus der deutschen Südsee: Fotografien 1884–1921. Ferdinand Schöningh, Paderborn 2005, ISBN 978-3-506-70112-1.
- Birthe Kundrus (Hrsg.): Phantasiereiche. Zur Kulturgeschichte des deutschen Kolonialismus. Campus, Frankfurt am Main / New York 2003, ISBN 978-3-593-37232-7.
- Birthe Kundrus: Moderne Imperialisten. Das Kaiserreich im Spiegel seiner Kolonien. Böhlau, Köln/Weimar/Wien 2003, ISBN 978-3-412-18702-6.[188]
- Susanne Kuß: Deutsches Militär auf kolonialen Kriegsschauplätzen. Eskalation von Gewalt zu Beginn des 20. Jahrhunderts. Ch. Links, Berlin 2010, ISBN 978-3-86153-603-1.
- Jasmin Lörchner, Frank Patalong (Hrsg.): Die Sklaverei und die Deutschen. Eine Geschichte von Ausbeutung, Profit und Verdrängung. Deutsche Verlagsanstalt, München 2024, ISBN 978-3-421-07024-1.
- Henning Melber: The Long Shadow of German Colonialism. Amnesia, Denialism and Revisionism. Hurst, London 2024, ISBN 978-1-80526-045-5.
- Heiko Möhle (Hrsg.): Branntwein, Bibeln und Bananen. Der deutsche Kolonialismus in Afrika. Assoziation, Hamburg 1999, ISBN 3-922611-72-9.
- Dominik Nagl: Grenzfälle. Staatsangehörigkeit, Rassismus und nationale Identität unter deutscher Kolonialherrschaft. Peter Lang, Frankfurt am Main 2007, ISBN 978-3-631-56458-5.
- Walter Nuhn: Kolonialpolitik und Marine. Die Rolle der Kaiserlichen Marine bei der Gründung und Sicherung des deutschen Kolonialreiches 1884–1914. Bernard & Graefe, Bonn 2002, ISBN 3-7637-6241-8.
- Aert van Riel: Der verschwiegene Völkermord : deutsche Kolonialverbrechen in Ostafrika und ihre Folgen. Papyrossa Verlag, Köln 2023, ISBN 978-3-89438-812-6.
- Francesca Schinzinger: Die Kolonien und das Deutsche Reich. Die wirtschaftliche Bedeutung der deutschen Besitzungen in Übersee (= Wissenschaftliche Paperbacks Sozial- und Wirtschaftsgeschichte, Band 20). Franz Steiner, Stuttgart 1984, ISBN 978-3-515-04201-7.
- Hans-Christoph Schröder: Gustav Noske und die Kolonialpolitik des Deutschen Kaiserreiches. Dietz, Berlin 1979, ISBN 3-8012-1117-7.
- Julian Steinkröger: Strafrecht und Strafrechtspflege in den deutschen Kolonien: Ein Rechtsvergleich innerhalb der Besitzungen des Kaiserreichs in Übersee. Verlag Dr. Kovač, Hamburg 2019, ISBN 978-3-339-11274-3.
- Hartmut Pogge von Strandmann: Imperialismus vom Grünen Tisch. Deutsche Kolonialpolitik zwischen wirtschaftlicher Ausbeutung und „zivilisatorischen“ Bemühungen. Ch. Links, Berlin 2009, ISBN 978-3-86153-501-0.
- Helmut Strizek: Geschenkte Kolonien. Ruanda und Burundi unter deutscher Herrschaft. Ch. Links, Berlin 2006, ISBN 978-3-7632-5849-9.
- Norbert Berthold Wagner: Die deutschen Schutzgebiete. Erwerb, Organisation und Verlust aus juristischer Sicht. Nomos, Baden-Baden 2002, ISBN 3-7890-8033-0.
- Heiko Wegmann: Vom Kolonialkrieg in Deutsch-Ostafrika zur Kolonialbewegung in Freiburg. Der Offizier und badische Veteranenführer Max Knecht (1874–1954). Rombach Verlag, Freiburg i.Br. / Berlin / Wien 2019. ISBN 978-3-7930-9943-7.